# Saison 2004 de Sébastien Loeb en sport automobile
2003 2005
Sébastien Loeb décroche en 2004 son premier titre de champion du monde des rallyes au terme de sa deuxième saison complète. Il rentre dans l'Histoire en devenant le premier pilote non nordique à s'imposer en Suède et égale le record du plus grand nombre de victoires en une saison, établi par Didier Auriol en 1992 avec six succès. La fin d'année est également marquée par l'annonce du groupe PSA de la fin de son engagement en WRC à l'horizon 2005 et par la retraite sportive de son ami et mentor Carlos Sainz. Il participe enfin pour la troisième fois à la Course des Champions au cours de laquelle il remporte la Coupe des Nations avec Jean Alesi et termine deuxième de l'épreuve individuelle.

## Championnat du monde des rallyes
La saison 2004 apporte son lot de bouleversements dans l'organisation du championnat du monde. Le calendrier atteint ainsi le chiffre record de seize manches quand le nombre de voitures nommées pour les points constructeurs est réduit de trois à deux par équipes, réduisant d'autant le nombre potentiel de volants pour les pilotes d'usine et ayant notamment contraint Citroën à se séparer de Colin McRae pour ne conserver que Sébastien Loeb et Carlos Sainz au sein de sa structure. L'intersaison fut l'occasion pour l'écurie française de multiplier les essais sur tous les types de terrains possibles dans le but de gommer les derniers points noirs subsistants et de se donner toutes les chances pour remplir les objectifs fixés par Guy Fréquelin consistant à conquérir l'ensemble des titres mis en jeux : « Citroën est champion du monde des "Constructeurs", souhaite conserver ce titre et espère conquérir le titre "Pilotes". Les résultats que nous avons obtenus à Monaco en 2002 et 2003 plaident en notre faveur. Tout cela nous oblige à être ambitieux, mais nous nous garderons bien d'être suffisants. ». Loeb, désormais vice-champion du monde, se sent quant à lui plus confiant et plus solide que les saisons passées, et espère être en mesure de dépasser la déconvenue de l'année précédente. Les forces adverses en présence demeurent similaires à ce qu'elles étaient en 2003 mais consolidées par le retour officiel de Mitsubshi et la nouvelle arme de l'écurie sœur : la Peugeot 307 WRC,.

### 72eRallye Automobile Monte-Carlo
Le rallye Monte-Carlo marque le coup d'envoi de la trente-deuxième saison du championnat du monde des rallyes. Après une première spéciale annulée, Sébastien Loeb accroche le trio de tête en adoptant un rythme prudent pour éviter toute erreur sur les pistes glacées du matin. Marcus Grönholm offre à la nouvelle Peugeot 307 WRC son premier scratch dès son premier secteur chronométré et prend les commandes de l'épreuve. Le nouveau champion du monde Petter Solberg, pourtant désireux de ne pas réitérer le début de saison en demi-teinte de l'an passé, perd plusieurs dizaines de secondes après avoir enfoncé une clôture avec sa Subaru Impreza et chute dans le classement. Loeb, vainqueur sur les terres de la Principauté en 2003, profite des problèmes de boîte de vitesses de Grönholm sur le quatrième secteur pour réaliser son premier scratch de l'année et revenir dans le sillage du Finlandais. Le pilote nordique réplique dans la spéciale suivante mais perd finalement la tête au profit du jeune Alsacien sur un mauvais choix de pneus dans l'ultime chrono de la première journée : « J'ai préféré être prudent le matin au départ pour éviter toute erreur. Après, les conditions se sont améliorées et j'ai augmenté le rythme jusqu'à la dernière spéciale où, là, j'ai attaqué parce que je me sentais très bien. Je suis d'autant plus satisfait que je ne me suis pas trompé dans mes choix de pneus. Même si, le matin, cela a été limite… »,,,. Le lendemain, l'accident de l'ancien champion du monde de VTT Nicolas Vouilloz pour son premier rallye en catégorie WRC neutralise la première spéciale. Les organisateurs en annuleront une supplémentaire au cours de l'après-midi en raison d'un trop grand nombre de spectateurs. Hormis ces deux secteurs, Loeb signe tous les scratchs de la journée et creuse des écarts significatifs sur ses adversaires, portant son avance au général à plus d'une minute. Son coéquipier Carlos Sainz arrache une roue tandis que Grönholm part à la faute et chute à la quatrième place derrière les deux pilotes Ford Markko Märtin et François Duval,,. Désormais intouchable à la régulière, le natif d'Haguenau assure ses trajectoires tout au long de l'ultime étape, dont les derniers pièges auront été fatals à Petter Solberg. Il décroche finalement sa deuxième victoire consécutive au Monte-Carlo et s'empare dans le même temps de la tête du classement mondial. Le principal intéressé explique à l'arrivée que l'une des clés de ce nouveau succès fut l'osmose établie entre lui et son copilote Daniel Elena, notamment dans les zones de brouillard : « J'ai un contact spécial avec cette épreuve. Elle m'a valu une petite désillusion voici deux ans. Depuis, elle me réussit. Ce rallye est mythique, le gagner une deuxième fois lance notre saison de la meilleure façon qui soit ! »,,,.
| Étape   | Jour   | E.S. | Heure   | Nom                                 | Distance | Clas. Spé.        | Temps             | Vit. Moy.         | Clas.            |
| ------- | ------ | ---- | ------- | ----------------------------------- | -------- | ----------------- | ----------------- | ----------------- | ---------------- |
| Étape 1 | 23 jan | SS1  | 7 h 48  | Selonnet - Bréziers 1               | 22,64 km | Spéciale annulée  | Spéciale annulée  | Spéciale annulée  | Spéciale annulée |
| Étape 1 | 23 jan | SS2  | 8 h 26  | Piégut - Urtis 1                    | 20,18 km | 3e                | 17 min 32 s 1     | 69,1 km/h         | 3e               |
| Étape 1 | 23 jan | SS3  | 10 h 09 | Selonnet - Bréziers 2               | 22,64 km | 7e                | 15 min 51 s 8     | 85,6 km/h         | 3e               |
| Étape 1 | 23 jan | SS4  | 10 h 47 | Piégut - Urtis 2                    | 20,18 km | 1er               | 16 min 53 s 7     | 71,7 km/h         | 2e               |
| Étape 1 | 23 jan | SS5  | 13 h 05 | Laborel - L'Aubergerie              | 26,68 km | 2e                | 18 min 05 s 9     | 88,5 km/h         | 2e               |
| Étape 1 | 23 jan | SS6  | 13 h 48 | Rosans - L'Épine                    | 31,81 km | 1er               | 18 min 15 s 2     | 104,6 km/h        | 1er              |
| Étape 2 | 24 jan | SS7  | 8 h 18  | Lantosque - Col de Braus            | 34,41 km | Temps forfaitaire | Temps forfaitaire | Temps forfaitaire | 1er              |
| Étape 2 | 24 jan | SS8  | 11 h 21 | Tourette du Château - St. Antonin 1 | 24,80 km | 1er               | 18 min 14 s 9     | 81,5 km/h         | 1er              |
| Étape 2 | 24 jan | SS9  | 12 h 04 | Sigale - Col de Bleine 1            | 28,39 km | 1er               | 20 min 11 s 6     | 84,4 km/h         | 1er              |
| Étape 2 | 24 jan | SS10 | 15 h 52 | Tourette du Château - St. Antonin 2 | 24,80 km | Spéciale annulée  | Spéciale annulée  | Spéciale annulée  | 1er              |
| Étape 2 | 24 jan | SS11 | 16 h 35 | Sigale - Col de Bleine 2            | 28,39 km | 1er               | 20 min 36 s 1     | 82,7 km/h         | 1er              |
| Étape 3 | 25 jan | SS12 | 8 h 45  | Sospel - Turini - La Bollène 1      | 32,58 km | 4e                | 25 min 23 s 8     | 77,0 km/h         | 1er              |
| Étape 3 | 25 jan | SS13 | 9 h 38  | Lantosque - Lucéram 1               | 19,52 km | 5e                | 14 min 09 s 8     | 82,7 km/h         | 1er              |
| Étape 3 | 25 jan | SS14 | 12 h 05 | Sospel - Turini - La Bollène 2      | 32,58 km | 3e                | 24 min 08 s 9     | 80,9 km/h         | 1er              |
| Étape 3 | 25 jan | SS15 | 12 h 58 | Lantosque - Lucéram 2               | 19,52 km | 3e                | 13 min 57 s 9     | 83,9 km/h         | 1er              |

### 53rd Uddeholm Swedish Rally
Bien que les pistes enneigées ne constituent pas sa surface de prédilection, car absentes des épreuves françaises, Loeb se sent cette année-là plus en confiance au moment du coup d'envoi du rallye de Suède, seule manche du mondial présentant ce type de profil. Il met ainsi en évidence les progrès importants réalisés sur ce terrain par Citroën avec la Xsara pendant l'intersaison et avoue espérer se battre aux avant-postes,. Triple vainqueur de l'épreuve, Marcus Grönholm prend la tête dès la première spéciale, suivi d'un trio de poursuivants composé de Carlos Sainz, Markko Märtin et Sébastien Loeb. Le pilote finlandais est alors rapidement confronté aux problèmes de jeunesse de sa Peugeot 307 WRC. La direction assistée le lâche, l'obligeant à concéder plus d'une minute sur ses adversaires. Märtin signe deux temps scratchs et s'empare des commandes au soir de la première journée, vingt-cinq secondes devant Loeb, handicapé par sa position d'ouvreur. Le lendemain matin, les deux pilotes se livrent un combat serré, maintenant l'écart au général pratiquement inchangé. L'Alsacien porte une première attaque en signant le meilleur temps dans Lejen puis grappille trois secondes supplémentaires sur le pilote estonien dans le deuxième passage de Malta. Derrière eux, Carlos Sainz part à la faute, offrant la dernière marche du podium provisoire à Grönholm, auteur des trois premiers temps scratchs de la journée. Le tournant du rallye a finalement lieu dans la onzième spéciale : Märtin craque et arrache une roue, abandonnant plus de cinq minutes au général. Loeb hérite de la première place et remporte deux autres secteurs chronométrés, confortant une avance de plus de quarante secondes sur Grönholm avant la dernière étape : « Cela fait plaisir d'être devant. Mais le rallye n'est pas fini. Il ne faut pas trop réfléchir. Quand on voit que Märtin était en tête depuis pratiquement le début et qu'il fait une erreur maintenant… Ce n'est pas joué. Grönholm n'est pas très loin. Il va attaquer fort, il va très vite. En plus ici, en Suède, il est carrément chiant ! »,,. Le Finlandais n'abdique pas et prend tous les risques dès le premier secteur, mais part en tête-à-queue dans les premiers kilomètres et lâche trente secondes sur le pilote Citroën. Détenteur de plus d'une minute d'avance, Loeb assure son rythme dans les cinq spéciales restantes et rejoint le point d'arrivée sans commettre de fautes. Quelques jours seulement avant de fêter son trentième anniversaire, le Français rentre dans l'Histoire en devenant le premier pilote non nordique à s'imposer en Suède depuis la création du rallye en 1950. Il savoure néanmoins davantage le fait de remporter sa première victoire non asphalte : « Le plus important pour moi n'est pas d'être le premier non nordique, mais le fait d'avoir prouvé que je pouvais gagner sur un autre terrain que l'asphalte. Maintenant, il ne reste plus qu'à gagner sur la terre. Et surtout prendre une bonne avance au Championnat. »,,,.
| Étape   | Jour  | E.S. | Heure   | Nom              | Distance | Clas. Spé. | Temps         | Vit. Moy.  | Clas. |
| ------- | ----- | ---- | ------- | ---------------- | -------- | ---------- | ------------- | ---------- | ----- |
| Étape 1 | 6 fév | SS1  | 8 h 22  | Lidsbron         | 19,59 km | 3e         | 9 min 26 s 4  | 124,5 km/h | 3e    |
| Étape 1 | 6 fév | SS2  | 9 h 34  | Torntorp         | 19,21 km | 3e         | 10 min 11 s 4 | 113,1 km/h | 4e    |
| Étape 1 | 6 fév | SS3  | 11 h 37 | Granberget 1     | 52,57 km | 3e         | 25 min 00 s 9 | 126,1 km/h | 2e    |
| Étape 1 | 6 fév | SS4  | 15 h 05 | Granberget 2     | 52,57 km | 4e         | 25 min 11 s 9 | 125,2 km/h | 2e    |
| Étape 1 | 6 fév | SS5  | 17 h 04 | Hagfors Sprint 1 | 1,86 km  | 1er        | 1 min 58 s 6  | 56,5 km/h  | 2e    |
| Étape 2 | 7 fév | SS6  | 7 h 46  | Sundsjön 1       | 20,78 km | 2e         | 11 min 23 s 1 | 109,5 km/h | 2e    |
| Étape 2 | 7 fév | SS7  | 8 h 22  | Malta 1          | 11,25 km | 5e         | 5 min 53 s 6  | 114,5 km/h | 2e    |
| Étape 2 | 7 fév | SS8  | 10 h 18 | Fredriksberg     | 20,13 km | 5e         | 12 min 02 s 0 | 100,4 km/h | 2e    |
| Étape 2 | 7 fév | SS9  | 11 h 05 | Lejen            | 26,40 km | 1er        | 13 min 45 s 2 | 115,2 km/h | 2e    |
| Étape 2 | 7 fév | SS10 | 13 h 32 | Malta 2          | 11,25 km | 3e         | 5 min 39 s 1  | 119,4 km/h | 2e    |
| Étape 2 | 7 fév | SS11 | 14 h 27 | Sundsjön 2       | 20,78 km | 1er        | 10 min 54 s 4 | 114,3 km/h | 1er   |
| Étape 2 | 7 fév | SS12 | 15 h 46 | Vargåsen         | 39,95 km | 1er        | 20 min 57 s 9 | 114,3 km/h | 1er   |
| Étape 2 | 7 fév | SS13 | 17 h 11 | Hagfors Sprint 2 | 1,86 km  | 5e         | 1 min 58 s 2  | 56,6 km/h  | 1er   |
| Étape 3 | 8 fév | SS14 | 8 h 04  | Sägen 1          | 14,17 km | 6e         | 7 min 33 s 8  | 112,4 km/h | 1er   |
| Étape 3 | 8 fév | SS15 | 8 h 54  | Rämmen 1         | 23,35 km | 6e         | 12 min 14 s 1 | 114,5 km/h | 1er   |
| Étape 3 | 8 fév | SS16 | 10 h 06 | Hara 1           | 10,78 km | 6e         | 6 min 10 s 7  | 104,7 km/h | 1er   |
| Étape 3 | 8 fév | SS17 | 12 h 18 | Sägen 2          | 14,17 km | 5e         | 7 min 33 s 1  | 112,6 km/h | 1er   |
| Étape 3 | 8 fév | SS18 | 13 h 08 | Rämmen 2         | 23,35 km | 2e         | 12 min 10 s 1 | 115,1 km/h | 1er   |
| Étape 3 | 8 fév | SS19 | 14 h 20 | Hara 2           | 10,78 km | 2e         | 6 min 13 s 2  | 104,0 km/h | 1er   |

### 18º Corona Rally México
Le coup d'envoi des épreuves sur terre est donné dans le cadre du rallye du Mexique qui inaugure cette année-là sa toute première édition en championnat du monde. Cette nouvelle manche présente la particularité d'offrir des spéciales à plus de 2 500 m d'altitude, impactant ainsi significativement la puissance moteur des voitures en raison du manque d'oxygène. Le handicap du balayage, dont Sébastien Loeb écope sur la première étape en raison de son statut de leader du classement mondial, se retrouve amoindri à la suite des fortes pluies survenues la veille de la course. Sur des pistes devenues boueuses et glissantes, les pneumatiques Pirelli prennent l'avantage et offrent d'entrée les commandes du rallye à Petter Solberg au volant de la nouvelle évolution de la Subaru Impreza. Loeb se classe quatrième de ce premier secteur avant de se hisser à la deuxième place en signant le scratch dans le tronçon suivant, sur des routes commençant peu à peu à s'assécher. L'Alsacien et le champion du monde en titre se partageront à nouveau les meilleurs temps des deux dernières spéciales de la journée, le pilote Citroën se rapprochant à moins de six secondes de son adversaire au soir de cette première étape : « En dépit de petits soucis de freins se traduisant par une pédale un peu basse en fin de spéciale, c'est une bonne journée ! La pluie de la nuit a annulé l'effet balayage que j'aurais pu subir puisque j'ouvrais la route. Je pense n'avoir pas perdu de temps pour cette raison, sauf peut-être dans l'ES3, où je laisse de toute façon filer une ou deux secondes en calant dans une épingle et en repartant sur l'élan. On annonce encore de la pluie pour demain. Ce n'est pas une météo de saison, et cela risque de brouiller les cartes ! ». Mais un coup du sort survenu au parc fermé va priver le jeune Norvégien de sa première place et l'exclure de la lutte pour la victoire. En sortant de la zone d'interview, un problème de batterie empêche le moteur de sa Subaru Impreza de redémarrer. Contraint de demander de l'aide aux journalistes présents sur place pour surmonter la côte le séparant de la zone d'assistance, Petter Solberg écope d'une pénalité de plus de cinq minutes et cède les commandes du rallye à Sébastien Loeb,,. Le Français se voit débarrasser dès l'entame de la deuxième journée de son plus proche poursuivant, Marcus Grönholm, de nouveau victime de problèmes de direction assistée sur sa Peugeot 307 WRC. Détenteur d'une avance de plus de trente secondes sur son coéquipier Carlos Sainz, Loeb semble avoir course gagnée lorsqu'une pierre transperce son carter d'huile dans la sixième spéciale. Les réparations de fortune ne suffiront pas et le vice-champion du monde se retrouve contraint à l'abandon : « Nous sommes arrivés en compression sur une pierre enchâssée qui a cassé le protège-carter. Cette pièce a percé le carter d'huile. Nous avons essayé de réparer tant bien que mal. Nous avons réussi à peu près à colmater la fuite et rajouté le lubrifiant embarqué à bord. Mais il n'y en avait pas assez. Nous avons roulé trop longtemps sans huile avant de pouvoir intervenir et le moteur a cassé. Nous étions bien en tête. J'étais en parfaite confiance avec la voiture. Tout se passait pour le mieux. C'est le sport auto. Solberg a été très déçu hier. Il a pris cinq minutes de pénalité. C'est notre tour. »,.
| Étape   | Jour   | E.S. | Heure   | Nom                             | Distance | Clas. Spé. | Temps         | Vit. Moy.  | Clas.   |
| ------- | ------ | ---- | ------- | ------------------------------- | -------- | ---------- | ------------- | ---------- | ------- |
| Étape 1 | 12 mar | SS1  | 10 h 33 | Ortega - La Esperanza 1         | 29,06 km | 4e         | 16 min 52 s 8 | 103,3 km/h | 4e      |
| Étape 1 | 12 mar | SS2  | 11 h 21 | Santana - Cubilete              | 22,61 km | 1er        | 12 min 25 s 6 | 109,2 km/h | 2e      |
| Étape 1 | 12 mar | SS3  | 14 h 16 | Ibarilla - El Zauco             | 27,30 km | 3e         | 17 min 17 s 6 | 94,7 km/h  | 2e      |
| Étape 1 | 12 mar | SS4  | 15 h 34 | Ortega - La Esperanza 2         | 29,06 km | 1er        | 16 min 22 s 9 | 106,4 km/h | 1er     |
| Étape 2 | 13 mar | SS5  | 8 h 55  | Duarte - Nuevo Valle 1          | 25,58 km | 3e         | 18 min 51 s 8 | 81,4 km/h  | 1er     |
| Étape 2 | 13 mar | SS6  | 9 h 43  | Derramadero - Chichimequillas 1 | 23,56 km | 4e         | 14 min 00 s 1 | 101,0 km/h | 1er     |
| Étape 2 | 13 mar | SS7  | 10 h 59 | El Gigante - El Zauco 1         | 28,03 km | Abandon    | Abandon       | Abandon    | Abandon |
| Étape 2 | 13 mar | SS8  | 13 h 57 | Duarte - Nuevo Valle 2          | 25,58 km | Abandon    | Abandon       | Abandon    | Abandon |
| Étape 2 | 13 mar | SS9  | 14 h 45 | Derramadero - Chichimequillas 2 | 23,56 km | Abandon    | Abandon       | Abandon    | Abandon |
| Étape 2 | 13 mar | SS10 | 16 h 01 | El Gigante - El Zauco 2         | 28,03 km | Abandon    | Abandon       | Abandon    | Abandon |
| Étape 3 | 14 mar | SS11 | 7 h 17  | Ibarilla - Mesa 1               | 30,47 km | Abandon    | Abandon       | Abandon    | Abandon |
| Étape 3 | 14 mar | SS12 | 8 h 14  | Alfaro - Nuevo Valle 1          | 27,85 km | Abandon    | Abandon       | Abandon    | Abandon |
| Étape 3 | 14 mar | SS13 | 8 h 57  | Derramadero - Comanjilla        | 15,42 km | Abandon    | Abandon       | Abandon    | Abandon |
| Étape 3 | 14 mar | SS14 | 11 h 18 | Ibarilla - Mesa 2               | 30,47 km | Abandon    | Abandon       | Abandon    | Abandon |
| Étape 3 | 14 mar | SS15 | 12 h 15 | Alfaro - Nuevo Valle 2          | 27,85 km | Abandon    | Abandon       | Abandon    | Abandon |

### 34th Propecia Rally New Zealand
C'est au rallye de Nouvelle-Zélande que Citroën Sport introduit la nouvelle homologation de la Xsara, pourvue d'une refonte presque intégrale de son bloc moteur. Sébastien Loeb effectue un début de course en retrait, tout d'abord victime de dysfonctionnements impactant le système de départ automatique de sa voiture pour ensuite pointer à la neuvième place au terme du premier passage de Wairere, la première spéciale significative du rallye. Il hausse progressivement son rythme, améliorant continuellement ses temps au fur et à mesure des secteurs chronométrés pour finalement accrocher la cinquième place au soir de la première journée. Le handicap qui lui est imposé par son rôle d'ouvreur ne lui permet cependant pas de rivaliser avec la pointe de vitesse du quatuor de pilotes nordiques composé de Petter Solberg, Harri Rovanperä, Marcus Grönholm et Markko Märtin qui occupe les avant-postes de la compétition, ces derniers se sentant en confiance sur des pistes roulantes aux profils semblables à ceux de la Finlande : « Telle que je l'ai réglée, ma voiture tourne trop facilement. Du coup, je suis prudent au moment d'appuyer l'arrière dans les courbes, afin de ne pas m'embarquer dans le gravier des bas-côtés, et je n'exploite pas à fond le potentiel offert. Nous allons remédier à cela à la longue assistance de samedi matin… »,,,. Le lendemain, Loeb poursuit ses efforts en établissant son premier scratch et en terminant chaque spéciale au programme dans les quatre premiers rangs, mais sans parvenir à améliorer sa position au classement général. Il avoue attaquer au maximum de ses possibilités et travaille entre chaque boucle à l'optimisation du Set-Up de la Xsara avec ses ingénieurs : « J'attaque au maximum. Nous avons effectué pas mal de petites modifications qui vont dans le bon sens même si je souhaiterais qu'elles soient encore plus payantes en termes de chronos. Nous ne sommes pas très loin des meilleurs temps… Il nous faut encore trouver du grip, essayer de fixer l'arrière de la voiture… »,,. L'Alsacien décrochera un temps scratch supplémentaire lors de la dernière étape, lui permettant ainsi de prendre la quatrième place qu'il défendra jusqu'à l'arrivée aux dépens du Finlandais Harri Rovanperä. Il doit cependant abandonner la tête du classement mondial à Markko Märtin et voit son grand rival de la saison passée et vainqueur du rallye, Petter Solberg, réduire son retard à deux points : « Je termine à nouveau au pied du podium. Mais l'écart avec le vainqueur était quatre fois plus important l'an dernier, et j'ai la satisfaction d'avoir signé deux meilleurs temps. Après avoir payé le premier jour en balayant la route, je crois avoir bien roulé. C'est vrai, nous avons mis du temps à trouver les bons réglages, mais il faut bien voir qu'avec ce format d'épreuve, on a droit à deux interventions par jour seulement. Nous avons acquis un peu plus d'expérience sur ce terrain vraiment spécial, nous ne rentrons pas bredouille côté points. Au bout du compte, la satisfaction l'emporte… ». Guy Fréquelin affirme de son côté que ses pilotes auraient été capables de se battre pour les premières places si ses conseils pour durcir les suspensions avaient été respectés,.
| Étape   | Jour   | E.S. | Heure   | Nom                   | Distance | Clas. Spé. | Temps         | Vit. Moy.  | Clas. |
| ------- | ------ | ---- | ------- | --------------------- | -------- | ---------- | ------------- | ---------- | ----- |
| Étape 1 | 15 avr | SS1  | 19 h 25 | Manukau Super 1       | 2,10 km  | 11e        | 1 min 29 s 2  | 84,8 km/h  | 11e   |
| Étape 1 | 15 avr | SS2  | 19 h 55 | Manukau Super 2       | 2,10 km  | 9e         | 1 min 25 s 1  | 88,8 km/h  | 9e    |
| Étape 1 | 16 avr | SS3  | 10 h 13 | Wairere 1             | 18,90 km | 8e         | 10 min 59 s 5 | 103,2 km/h | 9e    |
| Étape 1 | 16 avr | SS4  | 10 h 51 | Cassidy               | 15,78 km | 7e         | 9 min 26 s 1  | 100,3 km/h | 8e    |
| Étape 1 | 16 avr | SS5  | 11 h 14 | Bull                  | 31,73 km | 5e         | 20 min 07 s 5 | 94,6 km/h  | 6e    |
| Étape 1 | 16 avr | SS6  | 13 h 13 | Wairere 2             | 18,90 km | 4e         | 10 min 33 s 0 | 107,5 km/h | 6e    |
| Étape 1 | 16 avr | SS7  | 13 h 51 | Possum (Cassidy-Bull) | 48,21 km | 3e         | 29 min 04 s 5 | 99,5 km/h  | 5e    |
| Étape 1 | 16 avr | SS8  | 19 h 25 | Manukau Super 3       | 2,10 km  | 6e         | 1 min 27 s 4  | 86,5 km/h  | 5e    |
| Étape 1 | 16 avr | SS9  | 19 h 46 | Manukau Super 4       | 2,10 km  | 6e         | 1 min 25 s 2  | 88,7 km/h  | 5e    |
| Étape 2 | 17 avr | SS10 | 11 h 23 | Parahi 1              | 25,18 km | 4e         | 13 min 09 s 1 | 114,9 km/h | 5e    |
| Étape 2 | 17 avr | SS11 | 12 h 16 | Batley 1              | 16,97 km | 4e         | 9 min 30 s 9  | 107,0 km/h | 5e    |
| Étape 2 | 17 avr | SS12 | 12 h 44 | Waipu Gorge 1         | 11,24 km | 3e         | 6 min 39 s 5  | 101,3 km/h | 5e    |
| Étape 2 | 17 avr | SS13 | 13 h 07 | Brooks 1              | 16,03 km | 4e         | 9 min 52 s 2  | 97,4 km/h  | 5e    |
| Étape 2 | 17 avr | SS14 | 15 h 13 | Parahi 2              | 25,18 km | 3e         | 12 min 46 s 8 | 118,2 km/h | 5e    |
| Étape 2 | 17 avr | SS15 | 16 h 06 | Batley 2              | 16,97 km | 3e         | 9 min 11 s 1  | 110,9 km/h | 5e    |
| Étape 2 | 17 avr | SS16 | 16 h 34 | Waipu Gorge 2         | 11,24 km | 1er        | 6 min 26 s 3  | 104,7 km/h | 5e    |
| Étape 2 | 17 avr | SS17 | 16 h 57 | Brooks 2              | 16,03 km | 2e         | 9 min 39 s 3  | 99,6 km/h  | 5e    |
| Étape 3 | 18 avr | SS18 | 9 h 54  | Te Hutewai 1          | 11,15 km | 4e         | 8 min 00 s 7  | 83,5 km/h  | 5e    |
| Étape 3 | 18 avr | SS19 | 10 h 17 | Te Papatapu 1         | 16,62 km | 3e         | 11 min 02 s 8 | 90,3 km/h  | 5e    |
| Étape 3 | 18 avr | SS20 | 10 h 45 | Whaanga Coast 1       | 29,60 km | 1er        | 21 min 31 s 4 | 82,5 km/h  | 4e    |
| Étape 3 | 18 avr | SS21 | 12 h 28 | Te Hutewai 2          | 11,15 km | 4e         | 7 min 47 s 1  | 85,9 km/h  | 4e    |
| Étape 3 | 18 avr | SS22 | 12 h 51 | Te Papatapu 2         | 16,62 km | 3e         | 10 min 50 s 0 | 92,0 km/h  | 4e    |
| Étape 3 | 18 avr | SS23 | 13 h 19 | Whaanga Coast 2       | 29,60 km | 4e         | 21 min 10 s 0 | 83,9 km/h  | 4e    |

### 32nd Cyprus Rally
Le rallye de Chypre marque l'entame d'un triptyque méditerranéen redouté par les pilotes en raison du caractère sinueux et cassant des spéciales qu'il propose : « On tombe dans des cuvettes, des trous, on monte sur des pierres. Il est indispensable que la voiture absorbe bien le vertical. Il la faut aussi agile, en raison du caractère très sinueux. Le sous-virage est à proscrire. Pour l'éviter, il ne faut pas tomber dans le survirage qui amène dans la gravette épaisse chassée sur les bas-côtés. On doit pouvoir ré-accélérer droit, rester dans les traces. ». Loeb avoue lors du départ ne pas être excité par ce type d'épreuve, caractérisée notamment par des vitesses moyennes très faibles et une forte sollicitation de la fiabilité des voitures, mais prévient cependant que son pilotage ainsi que le comportement de la Xsara sur cette surface se sont significativement améliorés depuis l'année précédente,,,. La première spéciale, longue de 38 km, ne sourit pas au Français. Trop prudent, se plaignant de sous-virage qu'il corrigera après coup par un réglage des différentiels et disposant de notes prises les jours précédents dans des conditions peu optimales, il abandonne plus de quarante secondes sur ses adversaires dans ce premier secteur. Il hausse son rythme dès le chrono suivant et signe son premier temps scratch avant la fin de la première boucle et le retour à la zone d'assistance pour accrocher la sixième position. Leader provisoire, Petter Solberg est le premier pilote à lâcher prise, victime d'une surchauffe moteur après que du sable ait obstrué le radiateur de sa Subaru Impreza. Le Norvégien cède plus de quatre minutes et sombre à la huitième place. Loeb signera quant à lui un scratch supplémentaire et reprendra coup sur coup Markko Märtin et son coéquipier Carlos Sainz avant la fin de la première étape,,,. Alors troisième du général, dans le sillage des deux pilotes Peugeot d'usine, l'Alsacien prend le départ de la deuxième journée sur un rythme élevé. Il parvient à dépasser Harri Rovanperä, victime de problèmes de boîte de vitesses, mais ne profite pas du gain de la deuxième place, enlevée sur le fil par Märtin sur la même spéciale. Le Français persiste et signe le scratch dans le chrono suivant avec un temps suffisant pour repasser devant l'Estonien. Il défendra sa position avec succès durant la boucle de l'après-midi en partie neutralisée, enregistrant à nouveau le meilleur temps dans Galatareia - Pentalia. Crédité d'une avance de plus de dix secondes sur son poursuivant au soir de la deuxième étape, Loeb reste néanmoins hors de portée du leader Marcus Grönholm malgré les problèmes d'embrayage rencontrés par le Finlandais,. Le pilote finlandais enfonce le clou à l'entame de la dernière journée de course et double son avance en signant les deux premiers temps scratchs. Sans commettre de fautes, le double champion du monde rallie l'arrivée et offre à la Peugeot 307 WRC sa première victoire. Loeb parvient quant à lui à tenir Markko Märtin à distance et monte à nouveau sur la deuxième marche du podium dans une épreuve terre après l'Australie et la Grande-Bretagne lors de la saison précédente : « Marcus Grönholm a été très rapide, et ne m'a jamais laissé d'ouverture. Ce que je retiens, c'est que par rapport à l'an passé, l'écart nous séparant du vainqueur est divisé par cinq, et que nous gagnons une place alors qu'il n'y a quasiment pas eu d'abandons. Cela prouve la qualité du travail effectué par l'équipe sur la voiture… »,,. Mais quelques jours après la fin du rallye, la FIA prononce l'exclusion de l'ensemble des voitures de la marque au Lion, les pales de la turbine de la pompe à eau prélevées par les inspecteurs techniques sur les Peugeot 307 WRC se révélant être constituées de plastique au lieu du laiton homologué, différence n'apportant aucun avantage en matière de performances. C'est donc sur tapis vert et en dehors de la compétition que Sébastien Loeb remporte sa première victoire mondiale sur terre et reprend du même coup la tête du championnat Pilotes.
| Étape   | Jour   | E.S. | Heure   | Nom                            | Distance | Clas. Spé.        | Temps             | Vit. Moy.         | Clas. |
| ------- | ------ | ---- | ------- | ------------------------------ | -------- | ----------------- | ----------------- | ----------------- | ----- |
| Étape 1 | 14 mai | SS1  | 8 h 23  | Lagoudera - Spilia 1           | 38,32 km | 6e                | 36 min 08 s 5     | 63,6 km/h         | 6e    |
| Étape 1 | 14 mai | SS2  | 9 h 46  | Kourdali - Asinou 1            | 15,00 km | 2e                | 15 min 51 s 1     | 56,8 km/h         | 6e    |
| Étape 1 | 14 mai | SS3  | 10 h 14 | Asinou - Agios Theodoros 1     | 7,57 km  | 1er               | 7 min 34 s 3      | 60,0 km/h         | 6e    |
| Étape 1 | 14 mai | SS4  | 14 h 38 | Lagoudera - Spilia 2           | 38,32 km | 4e                | 35 min 10 s 4     | 65,4 km/h         | 5e    |
| Étape 1 | 14 mai | SS5  | 16 h 01 | Kourdali - Asinou 2            | 15,00 km | 1er               | 15 min 32 s 2     | 57,9 km/h         | 4e    |
| Étape 1 | 14 mai | SS6  | 16 h 29 | Asinou - Agios Theodoros 2     | 7,57 km  | 2e                | 7 min 28 s 2      | 60,8 km/h         | 3e    |
| Étape 2 | 15 mai | SS7  | 8 h 58  | Platres - Saittas 1            | 11,12 km | 3e                | 9 min 16 s 9      | 71,9 km/h         | 3e    |
| Étape 2 | 15 mai | SS8  | 9 h 36  | Finí - Koilinia 1              | 30,33 km | 4e                | 27 min 28 s 0     | 66,3 km/h         | 3e    |
| Étape 2 | 15 mai | SS9  | 10 h 34 | Galatareia - Pentalia 1        | 13,33 km | 1er               | 10 min 43 s 0     | 74,6 km/h         | 2e    |
| Étape 2 | 15 mai | SS10 | 15 h 03 | Platres - Saittas 2            | 11,12 km | 5e                | 9 min 08 s 2      | 73,0 km/h         | 2e    |
| Étape 2 | 15 mai | SS11 | 15 h 41 | Finí - Koilinia 2              | 30,33 km | Temps forfaitaire | Temps forfaitaire | Temps forfaitaire | 2e    |
| Étape 2 | 15 mai | SS12 | 16 h 39 | Galatareia - Pentalia 2        | 13,33 km | 1er               | 10 min 28 s 2     | 76,4 km/h         | 2e    |
| Étape 3 | 16 mai | SS13 | 6 h 43  | Vavatsinia - Mandra Kambiou 1  | 25,24 km | 2e                | 23 min 24 s 3     | 64,7 km/h         | 2e    |
| Étape 3 | 16 mai | SS14 | 7 h 31  | Macheras - Agioi Vavatsinias 1 | 12,94 km | 3e                | 11 min 30 s 8     | 67,4 km/h         | 2e    |
| Étape 3 | 16 mai | SS15 | 8 h 14  | Kellaki - Finikária 1          | 9,49 km  | 1er               | 8 min 28 s 3      | 67,2 km/h         | 2e    |
| Étape 3 | 16 mai | SS16 | 11 h 18 | Vavatsinia - Mandra Kambiou 2  | 25,24 km | 2e                | 23 min 00 s 6     | 65,8 km/h         | 2e    |
| Étape 3 | 16 mai | SS17 | 12 h 06 | Macheras - Agioi Vavatsinias 2 | 12,94 km | 1er               | 11 min 21 s 0     | 68,4 km/h         | 2e    |
| Étape 3 | 16 mai | SS18 | 12 h 49 | Kellaki - Finikária 2          | 9,49 km  | 4e                | 8 min 28 s 6      | 67,2 km/h         | 2e    |

### 51st Acropolis Rally
Deuxième volet de la tournée méditerranéenne, le rallye de l'Acropole, bien que ne représentant plus qu'une version édulcorée des éditions organisées jusque dans les années 1980, dispose toujours des spéciales comptant parmi les plus destructrices du calendrier. Le parcours contemporain offre également un profil de terrains plus varié, avec certaines parties plus roulantes et moins sinueuses convenant davantage au style de pilotage naturel de Sébastien Loeb : « Les spéciales ne sont pas trop lentes, certaines portions permettent le pilotage que j'apprécie le plus : dessiner des trajectoires, jouer avec la dérive, faire de beaux sauts. J'aime naturellement moins les passages cassants, et il y en a aussi dans ce rallye. Là, c'est plus étriqué, on sent la voiture qui souffre, le pilotage devient un exercice différent : aller le plus vite possible sans entamer le potentiel de l'auto. C'est beaucoup moins amusant… »,,. Le Français hérite de conditions de route singulièrement désavantageuses lors de la première étape en raison du rôle de balayeur qui lui est à nouveau conféré. Particulièrement présent lors de la première spéciale du vendredi matin, ce handicap l'empêche d'utiliser la sixième vitesse en raison du patinage occasionné par la couche de gravier et le relègue à la treizième place. Il parvient à se hisser en cinquième position dès le secteur suivant, profitant notamment de l'abandon de Markko Märtin dont la Ford Focus WRC est restée bloquée dans un ravin, mais peine à conserver la quatrième place, provisoirement acquise aux dépens d'Harri Rovanperä. Auteur d'un mauvais choix de pneus lors des deuxièmes passages de l'après-midi, au cours desquels les pistes se sont progressivement humidifiées, Loeb ne parvient pas à tirer parti d'un balayage amoindri et doit se contenter de la cinquième place au soir de la première journée : « La perte de temps due au balayage est vendue avec ma place au championnat. Je l'accepte. Par contre, je regrette notre erreur de pneus qui fait se creuser l'écart par rapport à Petter Solberg. Nous sommes ce soir à vingt-cinq secondes de la deuxième place, qui serait un très bon résultat. »,,. Désormais titulaire de conditions de route similaires à celles de ses rivaux, il signe son premier temps scratch dès l'entame de la deuxième étape. Marcus Grönholm part à la faute dans ce même secteur et abandonne dans le suivant en raison des dégâts occasionnés sur les suspensions de sa voiture. L'Alsacien parvient à gravir deux places supplémentaires et se retrouve à la lutte avec François Duval et Harri Rovanperä. Derrière l’inaccessible Petter Solberg, confortable leader grâce à une avance de plus d'une minute, les trois hommes se tiennent dans un écart inférieur à deux secondes. Loeb et Rovanperä se partageront la quasi-totalité des scratchs restants de la deuxième journée, au terme de laquelle le pilote finlandais parviendra à construire une avance d'environ dix secondes : « Solberg est intouchable, ce n'est même la peine de se poser la question. C'est très serré avec Rovanperä et Duval. Cela va être une belle bagarre dimanche. On verra. Mais c'est quand même mieux que d'assurer une place. »,. Le combat entre les deux hommes gagne en intensité lors de la dernière étape : « Cette spéciale de Styrfaka est très difficile, à peine plus large que la voiture, avec des sommets où l'on ne voit que le ciel au bout du capot, suivis de virages qui se referment. Là, j'ai joué ma chance à fond, en attaquant très fort. ». Sur les six spéciales au programme, l'Alsacien en remporte quatre, suffisant pour s'emparer sur le fil de la deuxième place au détriment du pilote Peugeot lors du coup d'envoi de la boucle de l'après-midi. Le Français parviendra à tenir son rang jusqu'à l'arrivée et consolidera ainsi son leadership au classement mondial. Ce nouveau podium sur terre lui permet également d'offrir à Citroën la première place au championnat Constructeurs : « Deuxième, c'était le but dimanche matin. Solberg, lui, était loin devant, on ne pouvait rien faire. Avec Harri, cela été très serré. On a attaqué très fort toute la journée pour le passer, le contenir. On termine deuxième, c'est une bonne opération au niveau du championnat Pilotes. Mais aussi chez les Constructeurs avec Carlos qui a fini le rallye en dépit de ses problèmes. Avec la réglementation actuelle, le peu de voitures engagées, il prend quand même trois points, c'est donc également une bonne opération pour Citroën. »,,,.
| Étape   | Jour   | E.S. | Heure   | Nom                 | Distance | Clas. Spé. | Temps         | Vit. Moy. | Clas. |
| ------- | ------ | ---- | ------- | ------------------- | -------- | ---------- | ------------- | --------- | ----- |
| Étape 1 | 3 juin | SS1  | 19 h 00 | Lilea - Parnassos 1 | 2,25 km  | 13e        | 1 min 56 s 4  | 69,6 km/h | 13e   |
| Étape 1 | 4 juin | SS2  | 7 h 53  | Rengini 1           | 11,84 km | 13e        | 8 min 55 s 0  | 79,7 km/h | 13e   |
| Étape 1 | 4 juin | SS3  | 8 h 21  | Elatia - Zeli 1     | 32,55 km | 5e         | 22 min 15 s 7 | 87,7 km/h | 5e    |
| Étape 1 | 4 juin | SS4  | 11 h 35 | Pavliani 1          | 24,45 km | 2e         | 19 min 46 s 3 | 74,2 km/h | 5e    |
| Étape 1 | 4 juin | SS5  | 12 h 24 | Stromi 1            | 14,61 km | 2e         | 11 min 44 s 8 | 74,6 km/h | 4e    |
| Étape 1 | 4 juin | SS6  | 13 h 27 | Eleftherohori       | 18,44 km | 4e         | 11 min 31 s 8 | 96,0 km/h | 5e    |
| Étape 1 | 4 juin | SS7  | 16 h 18 | Pavliani 2          | 24,45 km | 9e         | 20 min 59 s 6 | 69,9 km/h | 5e    |
| Étape 1 | 4 juin | SS8  | 17 h 07 | Stromi 2            | 14,61 km | 2e         | 11 min 35 s 0 | 75,7 km/h | 5e    |
| Étape 1 | 4 juin | SS9  | 18 h 27 | Lilea - Parnassos 2 | 2,25 km  | 10e        | 2 min 01 s 2  | 66,8 km/h | 5e    |
| Étape 2 | 5 juin | SS10 | 8 h 46  | Amfissa 1           | 14,59 km | 1er        | 9 min 11 s 8  | 95,2 km/h | 5e    |
| Étape 2 | 5 juin | SS11 | 9 h 35  | Drosohori 1         | 28,68 km | 2e         | 22 min 48 s 0 | 75,5 km/h | 3e    |
| Étape 2 | 5 juin | SS12 | 11 h 22 | Rengini 2           | 11,84 km | 2e         | 8 min 27 s 3  | 84,0 km/h | 4e    |
| Étape 2 | 5 juin | SS13 | 11 h 50 | Elatia - Zeli 2     | 32,55 km | 1er        | 21 min 27 s 9 | 91,0 km/h | 3e    |
| Étape 2 | 5 juin | SS14 | 15 h 24 | Amfissa 2           | 14,59 km | 2e         | 9 min 08 s 6  | 95,7 km/h | 3e    |
| Étape 2 | 5 juin | SS15 | 16 h 13 | Drosohori 2         | 28,68 km | 3e         | 22 min 41 s 2 | 75,9 km/h | 3e    |
| Étape 2 | 5 juin | SS16 | 17 h 11 | Lilea - Parnassos 3 | 2,25 km  | 7e         | 1 min 56 s 2  | 69,7 km/h | 3e    |
| Étape 3 | 6 juin | SS17 | 8 h 01  | Dikastro 1          | 26,78 km | 1er        | 20 min 26 s 8 | 78,6 km/h | 3e    |
| Étape 3 | 6 juin | SS18 | 9 h 00  | Agios Stefanos 1    | 13,47 km | 3e         | 9 min 49 s 5  | 82,3 km/h | 3e    |
| Étape 3 | 6 juin | SS19 | 9 h 38  | Styrfaka 1          | 9,00 km  | 1er        | 6 min 24 s 3  | 84,3 km/h | 3e    |
| Étape 3 | 6 juin | SS20 | 12 h 14 | Dikastro 2          | 26,78 km | 1er        | 20 min 21 s 6 | 78,9 km/h | 2e    |
| Étape 3 | 6 juin | SS21 | 13 h 13 | Agios Stefanos 2    | 13,47 km | 2e         | 9 min 39 s 3  | 83,7 km/h | 2e    |
| Étape 3 | 6 juin | SS22 | 13 h 51 | Styrfaka 2          | 9,00 km  | 1er        | 6 min 16 s 3  | 86,1 km/h | 2e    |

### 5th Rally of Turkey
Dernier chapitre de la trilogie méditerranéenne, la deuxième édition du rallye de Turquie en championnat du monde se voit décaler de quatre mois au calendrier par rapport à l'année précédente. Désormais plus proche de la saison estivale, l'épreuve fait redouter aux pilotes des températures caniculaires et le spectre d'un balayage encore plus pénalisant qu'à l'accoutumé, ce qui inquiète sensiblement Sébastien Loeb,,,. Mais passé la Super-Spéciale d'ouverture, les fortes pluies  survenues dans la nuit de jeudi ont littéralement transformées les pistes turques en vaste terrain boueux et glissant, annulant de fait le handicap du rôle d'ouvreur attribué à l'Alsacien. Chaussé de gomme tendres, le Français signe les deux premiers temps scratchs de la journée et prend les commandes de l'épreuve, creusant un écart d'environ quinze secondes sur Marcus Grönholm et Petter Solberg. Derrière les trois hommes, les autres pilotes sont déjà relégués au-delà de la minute. Le Norvégien, récent vainqueur en terre hellène, lâche prise dans le secteur suivant, abandonnant près de quarante secondes après avoir mal négocié le franchissement d'un ruisseau. Grönholm continue quant à lui d'attaquer fort durant la boucle de l'après-midi, signant un temps scratch pour revenir à moins de huit secondes de Loeb au soir de la première étape : « Être en tête ce soir est beaucoup plus que ce que j'espérais. Mes cartes pour demain sont meilleures qu'attendu, ce qui ne veut pas dire que la partie sera facile à jouer. Marcus Grönholm est tout près, je vais devoir attaquer, et cela nous promet une superbe bagarre… »,,. Le Français réplique en signant le meilleur temps dans le premier secteur du lendemain avant de perdre gros dans la spéciale suivante. Pointant seulement à la sixième place à l'arrivée de celle-ci après avoir fait caler son moteur au départ, il écope également d'une pénalité de dix secondes, les commissaires le soupçonnant d'être parti avant le signal. C'est au total plus de vingt secondes et avec elles la place de leader qu'il abandonne à Marcus Grönholm. Le pilote Citroën n'abdique pas et remporte deux nouveaux temps scratchs consécutifs, reprenant les commandes du rallye avec une marge de près de quinze secondes qu'il maintiendra jusqu'au terme de la deuxième journée : « Ce fut, comme hier, une très bonne journée. Difficile toutefois, à cause de la chaleur dans des spéciales finalement assez sinueuses. L'équilibre de la voiture est parfait, je suis très en confiance à son volant, et nous n'avons pas commis d'erreur… »,. La sanction infligée à Loeb pour faux départ est finalement rétroactivement annulée avant le coup d'envoi de l'ultime étape, portant l'avance du vice-champion du monde à plus de vingt-cinq secondes. Avec cette marge, les quatre spéciales restantes au programme sont insuffisantes pour permettre à Grönholm de revenir à la régulière. L'Alsacien se contente alors d'épouser le rythme de son adversaire pour finalement s'imposer et décrocher la première victoire sur terre de sa carrière après avoir failli tout perdre dans le trajet de la dernière liaison. Victime d'un roulement cassé sur sa Xsara, il prit la décision de se passer de la roue arrière droite pendant les 25 km le séparant du parc fermé de Kemer : « Le roulement de la roue arrière droite a cassé. Le frottement a chauffé et provoqué la dilatation des plaquettes de freins. La voiture freinait seule et, quand je le lui commandais, elle s'y refusait. Le pneu commençait à brûler à cause de la surchauffe. Nous avons retiré la roue. Sur les vingt-cinq kilomètres qu'il nous restait à parcourir, le disque et le triangle de suspension frottaient, mais nous sommes rentrés dans les temps. »,,.
| Étape   | Jour    | E.S. | Heure   | Nom             | Distance | Clas. Spé. | Temps         | Vit. Moy. | Clas. |
| ------- | ------- | ---- | ------- | --------------- | -------- | ---------- | ------------- | --------- | ----- |
| Étape 1 | 24 juin | SS1  | 18 h 46 | Efes Pilsen SSS | 2,50 km  | 8e         | 2 min 13 s 9  | 67,2 km/h | 7e    |
| Étape 1 | 25 juin | SS2  | 8 h 38  | Phaselis 1      | 28,98 km | 1er        | 22 min 49 s 2 | 76,2 km/h | 1er   |
| Étape 1 | 25 juin | SS3  | 9 h 21  | Silyon 1        | 34,24 km | 1er        | 25 min 57 s 2 | 79,2 km/h | 1er   |
| Étape 1 | 25 juin | SS4  | 13 h 02 | Phaselis 2      | 28,98 km | 4e         | 22 min 56 s 0 | 75,8 km/h | 1er   |
| Étape 1 | 25 juin | SS5  | 14 h 05 | Kemer 1         | 20,39 km | 4e         | 14 min 51 s 8 | 82,3 km/h | 1er   |
| Étape 1 | 25 juin | SS6  | 16 h 41 | Silyon 2        | 34,24 km | 4e         | 26 min 10 s 2 | 78,5 km/h | 1er   |
| Étape 1 | 25 juin | SS7  | 18 h 52 | Castrol SSS     | 2,50 km  | 3e         | 2 min 15 s 5  | 66,4 km/h | 1er   |
| Étape 2 | 26 juin | SS8  | 8 h 50  | Perge 1         | 22,28 km | 1er        | 15 min 16 s 2 | 87,5 km/h | 1er   |
| Étape 2 | 26 juin | SS9  | 9 h 36  | Kumluca 1       | 36,10 km | 6e         | 28 min 22 s 9 | 76,3 km/h | 1er   |
| Étape 2 | 26 juin | SS10 | 13 h 22 | Perge 2         | 22,28 km | 1er        | 15 min 03 s 9 | 88,7 km/h | 1er   |
| Étape 2 | 26 juin | SS11 | 14 h 05 | Kumluca 2       | 36,10 km | 1er        | 27 min 39 s 1 | 78,3 km/h | 1er   |
| Étape 2 | 26 juin | SS12 | 17 h 41 | Chimera         | 16,45 km | 2e         | 12 min 00 s 1 | 82,2 km/h | 1er   |
| Étape 2 | 26 juin | SS13 | 18 h 29 | Kemer 2         | 20,39 km | 3e         | 14 min 23 s 3 | 85,0 km/h | 1er   |
| Étape 3 | 27 juin | SS14 | 7 h 48  | Olympos 1       | 33,35 km | 3e         | 25 min 23 s 8 | 78,8 km/h | 1er   |
| Étape 3 | 27 juin | SS15 | 9 h 06  | Aspendos 1      | 5,60 km  | 1er        | 3 min 52 s 8  | 86,6 km/h | 1er   |
| Étape 3 | 27 juin | SS16 | 11 h 47 | Olympos 2       | 33,35 km | 2e         | 25 min 05 s 6 | 79,7 km/h | 1er   |
| Étape 3 | 27 juin | SS17 | 13 h 05 | Aspendos 2      | 5,60 km  | 7e         | 4 min 05 s 3  | 82,2 km/h | 1er   |

### 24º YPF CTI Móvil Rally Argentina
Le repositionnement du rallye d'Argentine au cœur de l'hiver de l'hémisphère sud laisse présager des conditions météorologiques tranchant radicalement avec celles vécues lors des trois derniers rallyes. Sébastien Loeb espère faire oublier l'abandon qui le stoppa net la saison précédente mais précise que les 100 km de spéciales qu'il découvrira avec cette édition ne lui faciliteront pas la tâche,. Petter Solberg prend rapidement les commandes de l'épreuve, signant trois temps scratchs sur les quatre premiers secteurs et creusant un écart au général de plus de douze secondes sur son poursuivant direct. Derrière lui, Loeb oscille entre la quatrième et la cinquième place au sein d'un peloton de quatre pilotes, jugeant sa voiture difficile à conduire pour finalement découvrir un problème de batterie en pleine liaison. Le classement du rallye se voit profondément bouleverser dans le premier passage de Villa Giardino - La Falda. Markko Märtin, alors deuxième du général, part violemment en tonneaux à la suite d'une mauvaise réception sur une bosse quand l'homme de tête, Petter Solberg, lâche près de trente secondes après avoir mal négocié le passage d'un gué et endommagé le moteur de sa Subaru Impreza. Loeb signe les deux temps scratchs clôturant la première boucle de la première étape et accède ainsi à la troisième marche du podium provisoire, moins de trois secondes derrière Marcus Grönholm, fragile leader devant Carlos Sainz : « On a transpiré un peu dans la deuxième spéciale le matin. La voiture était très difficile à conduire. Je n'arrivais pas à faire ce que je voulais. Elle n'était pas comme d'habitude. J'avais en même temps des alertes de tension de batterie. On a terminé la spéciale et on s'est rendu compte sur le routier que la batterie ne rechargeait plus. On s'est arrêté et en cherchant bien on a trouvé un fil cassé. On a bricolé ça et finalement cela a tenu. J'ai retrouvé ma voiture dans les deux dernières, et cela a marché. »,. Mais le Français perd rapidement le contact avec les deux hommes de tête lors des deuxièmes passages, concédant dès les premières spéciales un déficit de près de trente secondes qu'il ne parviendra pas à rattraper. Devant lui, ses deux aînés multiples champions du monde se partagent la quasi-totalité des scratchs, Grönholm conservant un mince avantage en fin de journée. Solberg abandonne quant à lui définitivement, de nouveau victime du même gué rencontré lors de la boucle matinale. Titulaire de près de trois minutes d'avance sur son poursuivant direct François Duval et ne pouvant que difficilement espérer revenir à la régulière sur les premières places, Loeb opte pour une stratégie de contrôle de son rythme dès l'entame de la deuxième étape en vue d'assurer un nouveau podium. Devant lui, Grönholm accapare la majeure partie des temps scratchs, étoffant peu à peu sa marge sur Sainz. Mais le Finlandais part finalement à la faute, victime d'une sortie de route dans le dernier secteur de la journée précédant les deux Super-Spéciales de clôture. Désormais seuls en tête avec une avance dépassant les quatre minutes, la dernière étape n'est qu'une formalité pour les deux pilotes Citroën qui assurent un premier doublé de l'année pour l'écurie française. Avec ce nouveau podium, Loeb conforte sa place de leader au championnat à la mi-saison, Carlos Sainz devenant quant à lui le seul détenteur du record de victoires en WRC avec vingt-six unités. Les médias et les différents observateurs présents sur place parlent alors d'une véritable osmose entre les deux hommes et le jeune Alsacien ne cache pas son admiration pour son mentor auprès duquel il construit progressivement son expérience rallystique : « Contrairement à ce qui peut se passer dans d'autres équipes, nous communiquons beaucoup au niveau des réglages. On se complète. Cela nous a permis de bien faire évoluer la voiture. On a fait un grand pas en avant depuis l'année dernière. Il est motivé. Il en veut toujours. Notre complicité apporte énormément à l'équipe. On discute beaucoup. J'ai moi aussi une grande admiration pour lui. Il a gagné ici la première fois en 1991. Là, on est en 2004. Faire une carrière comme ça, ce n'est pas donné à tout le monde. ».
| Étape   | Jour    | E.S. | Heure   | Nom                                     | Distance | Clas. Spé. | Temps         | Vit. Moy.  | Clas. |
| ------- | ------- | ---- | ------- | --------------------------------------- | -------- | ---------- | ------------- | ---------- | ----- |
| Étape 1 | 15 juil | SS1  | 19 h 10 | Complejo Pro-Racing 1 (Lane A)          | 3,02 km  | 7e         | 2 min 11 s 4  | 82,7 km/h  | 7e    |
| Étape 1 | 15 juil | SS2  | 19 h 12 | Complejo Pro-Racing 1 (Lane B)          | 3,02 km  | 3e         | 2 min 11 s 4  | 82,7 km/h  | 5e    |
| Étape 1 | 16 juil | SS3  | 8 h 43  | La Cumbre - Agua de Oro 1               | 21,35 km | 5e         | 18 min 28 s 4 | 69,3 km/h  | 4e    |
| Étape 1 | 16 juil | SS4  | 9 h 33  | Ascochinga - La Cumbre 1                | 28,83 km | 5e         | 18 min 50 s 2 | 91,8 km/h  | 5e    |
| Étape 1 | 16 juil | SS5  | 10 h 36 | Villa Giardino - La Falda 1             | 16,76 km | 1er        | 11 min 41 s 6 | 86,0 km/h  | 3e    |
| Étape 1 | 16 juil | SS6  | 11 h 08 | Valle Hermoso - Casa Grande 1           | 11,16 km | 1er        | 7 min 10 s 6  | 93,3 km/h  | 3e    |
| Étape 1 | 16 juil | SS7  | 14 h 17 | La Cumbre - Agua de Oro 2               | 21,35 km | 4e         | 18 min 21 s 7 | 69,8 km/h  | 3e    |
| Étape 1 | 16 juil | SS8  | 15 h 07 | Ascochinga - La Cumbre 2                | 28,83 km | 3e         | 18 min 54 s 2 | 91,5 km/h  | 3e    |
| Étape 1 | 16 juil | SS9  | 16 h 10 | Villa Giardino - La Falda 2             | 16,76 km | 3e         | 11 min 45 s 7 | 85,5 km/h  | 3e    |
| Étape 1 | 16 juil | SS10 | 16 h 42 | Valle Hermoso - Casa Grande 2           | 11,16 km | 2e         | 7 min 22 s 7  | 90,8 km/h  | 3e    |
| Étape 1 | 16 juil | SS11 | 19 h 10 | Complejo Pro-Racing 2 (Lane A)          | 3,02 km  | 2e         | 2 min 14 s 5  | 80,8 km/h  | 3e    |
| Étape 1 | 16 juil | SS12 | 19 h 12 | Complejo Pro-Racing 2 (Lane B)          | 3,02 km  | 2e         | 2 min 13 s 4  | 81,5 km/h  | 3e    |
| Étape 2 | 17 juil | SS13 | 8 h 48  | Amboy - Santa Rosa de Calamuchita 1     | 20,43 km | 4e         | 10 min 40 s 0 | 114,9 km/h | 3e    |
| Étape 2 | 17 juil | SS14 | 9 h 31  | Santa Rosa de Calamuchita - San Agustín | 22,57 km | 4e         | 13 min 49 s 4 | 98,0 km/h  | 3e    |
| Étape 2 | 17 juil | SS15 | 10 h 24 | Las Bajadas - Villa del Dique           | 16,42 km | 3e         | 8 min 56 s 1  | 110,3 km/h | 3e    |
| Étape 2 | 17 juil | SS16 | 11 h 20 | Amboy - Santa Rosa de Calamuchita 2     | 20,43 km | 4e         | 10 min 44 s 6 | 114,1 km/h | 3e    |
| Étape 2 | 17 juil | SS17 | 14 h 39 | Carlos Paz - Cabalango 1                | 14,81 km | 4e         | 10 min 12 s 0 | 87,1 km/h  | 3e    |
| Étape 2 | 17 juil | SS18 | 15 h 12 | Tanti - Cosquín 1                       | 9,50 km  | 5e         | 6 min 01 s 0  | 94,7 km/h  | 3e    |
| Étape 2 | 17 juil | SS19 | 15 h 49 | Cosquín - Villa Allende 1               | 19,19 km | 5e         | 13 min 48 s 5 | 83,4 km/h  | 2e    |
| Étape 2 | 17 juil | SS20 | 19 h 10 | Complejo Pro-Racing 3 (Lane A)          | 3,02 km  | 2e         | 2 min 16 s 1  | 79,9 km/h  | 2e    |
| Étape 2 | 17 juil | SS21 | 19 h 12 | Complejo Pro-Racing 3 (Lane B)          | 3,02 km  | 4e         | 2 min 16 s 1  | 79,9 km/h  | 2e    |
| Étape 3 | 18 juil | SS22 | 8 h 44  | Carlos Paz - Cabalango 2                | 14,81 km | 1er        | 10 min 08 s 2 | 87,7 km/h  | 2e    |
| Étape 3 | 18 juil | SS23 | 9 h 17  | Tanti - Cosquín 2                       | 9,50 km  | 4e         | 5 min 58 s 1  | 95,5 km/h  | 2e    |
| Étape 3 | 18 juil | SS24 | 9 h 54  | Cosquín - Villa Allende 2               | 19,19 km | 5e         | 13 min 42 s 3 | 84,0 km/h  | 2e    |
| Étape 3 | 18 juil | SS25 | 13 h 44 | Mina Clavero - Giulio Cesare            | 24,69 km | 5e         | 20 min 11 s 6 | 73,4 km/h  | 2e    |
| Étape 3 | 18 juil | SS26 | 14 h 31 | El Cóndor - Copina                      | 16,77 km | 2e         | 14 min 13 s 7 | 70,7 km/h  | 2e    |

### 54th Neste Rally Finland
Le rallye de Finlande marque le coup d'envoi de la deuxième moitié de la saison. Sur l'épreuve la plus rapide du calendrier, où les Nordiques sont réputés pratiquement imbattables, Sébastien Loeb décrit la manière dont son style de pilotage s'est amélioré au fil du temps sur ce terrain très spécifique : « Depuis que je roule ici avec la Xsara WRC, j'affine spéciale après spéciale les annotations bosses. Certaines bosses, qui étaient notées 4 en début de course il y a deux ans sont ainsi devenues 6 à fond. ». L'effet du balayage, en temps normal discret sur les rallyes terre non abrasifs comme les 1000 Lacs, se fait davantage ressentir cette année et pénalise l'Alsacien en début d'épreuve. Ajouté à une entame de parcours que le principal intéressé qualifie de trop prudente, il ne pointe qu'aux alentours de la dixième place à mi-distance de la fin de la première étape. Son poursuivant direct au classement mondial, le Norvégien Petter Solberg, abandonne dans la quatrième spéciale Lankamaa après avoir cassé sa suspension contre une pierre dans un virage mal négocié. Aux avant-postes, le leader Harri Rovanperä part à son tour à la faute dans une série de tonneaux spectaculaires et cède les commandes à son compatriote Marcus Grönholm qui enchaîne les scratchs. Loeb parvient à augmenter son rythme en fin de journée, se hissant dans le premier quinté intermédiaire de la plupart des spéciales restantes. Il rejoindra le parc d'assistance en septième position après avoir dépassé le Belge François Duval et profité de l'accident tardif du jeune pilote local Mikko Hirvonen. Le lendemain, le Français continue d'assurer un niveau de performance honorable mais en deçà de ses récents résultats obtenus sur terre et assez éloigné de celui des pilotes nordiques. Il explique souffrir de séquelles consécutives à une sortie de route survenue lors d'une séance d'essais en Allemagne et estime pouvoir améliorer son pilotage à l'avenir : « Avec les bosses, c'est terrible. Je suis gêné par des douleurs aux cervicales. Quant au niveau performance, ça va mieux mais ce n'est pas ça. Il y a encore à faire. ». Il parvient à dépasser le pilote Skoda Jani Paasonen en spéciale puis profite de l'accident de Sebastian Lindholm, alors deuxième sur une Peugeot 307 WRC officielle, pour accéder à la cinquième place à mi-parcours de la deuxième étape. Il gravira une marche supplémentaire avant la fin de la journée aux dépens d'un troisième Finlandais : le pilote Ford Janne Tuohino. La troisième place étant occupée par son coéquipier Carlos Sainz, Loeb décide d'assurer son rang et les points Constructeurs dans les dernières spéciales du rallye. Petter Solberg, son principal adversaire pour la course au titre, étant reparti de Finlande sur un score vierge, l'Alsacien conforte sa place de leader au classement mondial avec une marge de plus de deux victoires d'avance : « Il était temps que cela se termine. Je n'aurais pas pu continuer tant mes cervicales me font souffrir. Nous voici avec plus de deux victoires d'avance sur Solberg. Quand on se souvient combien le championnat précédent fut serré, on ne peut que se réjouir. ». Marcus Grönholm s'impose quant à lui pour la quatrième fois à domicile et débloque enfin le compteur de victoires de la Peugeot 307 WRC,,,.
| Étape   | Jour   | E.S. | Heure   | Nom            | Distance | Clas. Spé. | Temps         | Vit. Moy.  | Clas. |
| ------- | ------ | ---- | ------- | -------------- | -------- | ---------- | ------------- | ---------- | ----- |
| Étape 1 | 6 août | SS1  | 8 h 34  | Kuohu 1        | 7,76 km  | 14e        | 3 min 51 s 4  | 120,7 km/h | 14e   |
| Étape 1 | 6 août | SS2  | 8 h 57  | Parkkola 1     | 14,95 km | 9e         | 7 min 35 s 1  | 118,3 km/h | 12e   |
| Étape 1 | 6 août | SS3  | 9 h 38  | Mökkiperä 1    | 13,96 km | 12e        | 7 min 02 s 6  | 118,9 km/h | 12e   |
| Étape 1 | 6 août | SS4  | 12 h 44 | Lankamaa       | 24,86 km | 11e        | 12 min 24 s 9 | 120,1 km/h | 11e   |
| Étape 1 | 6 août | SS5  | 13 h 32 | Laukaa         | 11,82 km | 9e         | 5 min 51 s 6  | 121,0 km/h | 10e   |
| Étape 1 | 6 août | SS6  | 14 h 27 | Ruuhimäki      | 7,57 km  | 5e         | 3 min 59 s 8  | 113,6 km/h | 9e    |
| Étape 1 | 6 août | SS7  | 16 h 40 | Kuohu 2        | 7,76 km  | 9e         | 3 min 46 s 3  | 123,4 km/h | 9e    |
| Étape 1 | 6 août | SS8  | 17 h 03 | Parkkola 2     | 14,95 km | 3e         | 7 min 24 s 5  | 121,1 km/h | 9e    |
| Étape 1 | 6 août | SS9  | 17 h 44 | Mökkiperä 2    | 13,96 km | 6e         | 6 min 52 s 9  | 121,7 km/h | 8e    |
| Étape 1 | 6 août | SS10 | 19 h 26 | Killeri 1      | 2,06 km  | 7e         | 1 min 20 s 7  | 91,9 km/h  | 7e    |
| Étape 2 | 7 aoû  | SS11 | 7 h 06  | Vaheri         | 24,15 km | 6e         | 12 min 18 s 5 | 117,7 km/h | 6e    |
| Étape 2 | 7 aoû  | SS12 | 8 h 19  | Ouninpohja 1   | 33,24 km | 7e         | 15 min 54 s 7 | 125,3 km/h | 5e    |
| Étape 2 | 7 aoû  | SS13 | 11 h 43 | Urria          | 10,00 km | 3e         | 4 min 44 s 5  | 126,5 km/h | 5e    |
| Étape 2 | 7 aoû  | SS14 | 13 h 06 | Ouninpohja 2   | 33,24 km | 6e         | 15 min 38 s 0 | 127,6 km/h | 5e    |
| Étape 2 | 7 aoû  | SS15 | 14 h 14 | Ehikki         | 11,34 km | 4e         | 5 min 27 s 0  | 124,8 km/h | 5e    |
| Étape 2 | 7 aoû  | SS16 | 17 h 20 | Moksi - Leustu | 40,96 km | 5e         | 20 min 46 s 0 | 118,3 km/h | 4e    |
| Étape 2 | 7 aoû  | SS17 | 18 h 32 | Himos          | 12,81 km | 5e         | 7 min 15 s 3  | 105,9 km/h | 4e    |
| Étape 2 | 7 aoû  | SS18 | 20 h 40 | Killeri 2      | 2,06 km  | 4e         | 1 min 20 s 4  | 92,2 km/h  | 4e    |
| Étape 3 | 8 aoû  | SS19 | 8 h 36  | Jukojärvi 1    | 22,31 km | 5e         | 10 min 54 s 6 | 122,7 km/h | 4e    |
| Étape 3 | 8 aoû  | SS20 | 9 h 07  | Kruununperä 1  | 25,32 km | 6e         | 12 min 02 s 1 | 126,2 km/h | 4e    |
| Étape 3 | 8 aoû  | SS21 | 12 h 28 | Jukojärvi 2    | 22,31 km | 7e         | 10 min 53 s 2 | 123,0 km/h | 4e    |
| Étape 3 | 8 aoû  | SS22 | 12 h 59 | Kruununperä 2  | 25,32 km | 10e        | 12 min 15 s 3 | 124,0 km/h | 4e    |

### 23. OMV ADAC Rallye Deutschland
Le calendrier mondial retrouve les surfaces asphaltées avec la troisième édition du rallye d'Allemagne, essentiellement caractérisé par la présence de portions de graviers dans les spéciales et une météo réputée incertaine. Double vainqueur de l'épreuve, Sébastien Loeb avoue particulièrement apprécier de concourir sur les bords de la Moselle du fait de la proximité avec son Alsace natale, facilitant ainsi le déplacement de ses amis d'enfance : « Récemment, j'ai étudié en détail les temps de l'an dernier, à la lumière des choix pneus effectués par les uns et les autres. Je me suis remémoré à quel point cela avait été chaud jusqu'au dernier mètre. Avec les limitations des pneumatiques désormais en vigueur, les choix vont être encore plus ardus. Il va falloir jouer serré, vraiment ! »,. Sur des pistes fortement détrempées, Loeb se retrouve à la lutte contre son coéquipier Carlos Sainz et le jeune Belge François Duval au coup d'envoi de la première étape. La météo changeante rend le choix des pneus cornélien et les conditions d'adhérence précaires. Marcus Grönholm en est la première victime en sortant de la route 500 mètres après le départ de la première spéciale. L'Alsacien prend les commandes dans le premier passage de Dhrontal et évite prudemment les pièges de la matinée avant de signer cinq temps scratchs consécutifs, creusant un écart de plus de vingt-cinq secondes sur son mentor, seul pilote encore au contact. La pluie s'intensifie au cours de la deuxième journée, rendant les passages en spéciales encore plus dangereux et aléatoires que la veille : « Le premier passage dans Bosenberg est un des pires moments que j'ai connus. Même en pneus pluie, tout pouvait arriver… Le reste de la journée, j'ai essayé de rester dans une étroite marge de sécurité, particulièrement lorsque nous avons choisi pour la boucle de l'après-midi des pneus pour route sèche en gomme tendre très retaillés. Le choix était cohérent, la météo l'a parfois transformé en erreur. ». Gilles Panizzi perd le contrôle de sa Peugeot 206 WRC et heurte un arbre frontalement tandis que Petter Solberg sort violemment de la route dans le camp militaire de Baumholder. Les pilotes mettent littéralement en cause le nouveau règlement de la FIA imposant l'interdiction des ouvreurs au nom de la réduction des coûts mais affectant en partie les conditions de sécurité. Loeb ne commet aucune faute et accroît son avance à près d'une minute sur Duval, désormais deuxième devant Sainz : « Dans la première spéciale du matin, c'était de la folie. D'un coup, il y a eu une averse terrible, beaucoup d'eau sur la route, de la boue. On était en aquaplaning constamment. Nous avons bien failli sortir cinq ou six fois. À l'arrivée, on était content d'en avoir fini. On s'était fait de grosses chaleurs. C'était plus de la survie que du rallye. »,,. Le Belge ne s'avoue pas vaincu et continue d'attaquer lors de la dernière étape, engrangeant un total de trois scratchs supplémentaires. Loeb joue la prudence et contrôle la remontée de son adversaire en se calant sur ses temps intermédiaires. Il rejoint finalement le parc fermé de Trèves avec une avance d'environ trente secondes et s'impose pour la troisième fois consécutive en Allemagne : « Il était important de ne pas lâcher sur l'asphalte où on nous attendait. Je suis d'autant plus heureux que cette troisième victoire a été acquise dans les conditions les plus difficiles que nous ayons connues. ». Désormais titulaire d'une marge de près de trois victoires au classement mondial sur son nouveau dauphin Markko Märtin à six rallyes de la fin du championnat, les médias commencent à évoquer l'hypothèse d'un premier titre pour l'Alsacien, le principal intéressé rêvant d'une consécration à domicile lors du Tour de Corse,,,,.
| Étape   | Jour   | E.S. | Heure   | Nom                   | Distance | Clas. Spé.        | Temps             | Vit. Moy.         | Clas. |
| ------- | ------ | ---- | ------- | --------------------- | -------- | ----------------- | ----------------- | ----------------- | ----- |
| Étape 1 | 20 aoû | SS1  | 9 h 53  | Ruwertal 1            | 17,84 km | 2e                | 10 min 54 s 2     | 98,2 km/h         | 2e    |
| Étape 1 | 20 aoû | SS2  | 10 h 33 | Dhrontal 1            | 21,04 km | 2e                | 11 min 58 s 5     | 105,4 km/h        | 1er   |
| Étape 1 | 20 aoû | SS3  | 11 h 16 | Moselwein 1           | 18,18 km | 2e                | 10 min 54 s 5     | 100,0 km/h        | 1er   |
| Étape 1 | 20 aoû | SS4  | 12 h 29 | Peterberg 1           | 10,45 km | 1er               | 5 min 58 s 6      | 104,9 km/h        | 1er   |
| Étape 1 | 20 aoû | SS5  | 14 h 50 | Ruwertal 2            | 17,84 km | 1er               | 10 min 15 s 1     | 104,4 km/h        | 1er   |
| Étape 1 | 20 aoû | SS6  | 15 h 30 | Dhrontal 2            | 21,04 km | 1er               | 11 min 37 s 8     | 108,5 km/h        | 1er   |
| Étape 1 | 20 aoû | SS7  | 16 h 13 | Moselwein 2           | 18,18 km | 1er               | 10 min 41 s 3     | 102,1 km/h        | 1er   |
| Étape 1 | 20 aoû | SS8  | 17 h 26 | Peterberg 2           | 10,45 km | 1er               | 5 min 55 s 4      | 105,9 km/h        | 1er   |
| Étape 2 | 21 aoû | SS9  | 9 h 33  | Bosenberg 1           | 17,11 km | Temps forfaitaire | Temps forfaitaire | Temps forfaitaire | 1er   |
| Étape 2 | 21 aoû | SS10 | 10 h 33 | Erzweiler 1           | 20,00 km | 4e                | 12 min 22 s 4     | 97,0 km/h         | 1er   |
| Étape 2 | 21 aoû | SS11 | 11 h 08 | Panzerplatte Sprint 1 | 8,30 km  | 6e                | 4 min 51 s 7      | 102,4 km/h        | 1er   |
| Étape 2 | 21 aoû | SS12 | 11 h 46 | Panzerplatte Lang 1   | 40,30 km | Temps forfaitaire | Temps forfaitaire | Temps forfaitaire | 1er   |
| Étape 2 | 21 aoû | SS13 | 14 h 32 | Bosenberg 2           | 17,11 km | 7e                | 9 min 57 s 3      | 103,1 km/h        | 1er   |
| Étape 2 | 21 aoû | SS14 | 15 h 32 | Erzweiler 2           | 20,00 km | 1er               | 12 min 15 s 3     | 97,9 km/h         | 1er   |
| Étape 2 | 21 aoû | SS15 | 16 h 07 | Panzerplatte Sprint 2 | 8,30 km  | 12e               | 5 min 00 s 8      | 99,3 km/h         | 1er   |
| Étape 2 | 21 aoû | SS16 | 16 h 45 | Panzerplatte Lang 2   | 40,30 km | 1er               | 24 min 22 s 8     | 99,2 km/h         | 1er   |
| Étape 2 | 21 aoû | SS17 | 19 h 36 | St. Wendel 1          | 6,24 km  | 7e                | 3 min 35 s 6      | 104,2 km/h        | 1er   |
| Étape 3 | 22 aoû | SS18 | 7 h 20  | St. Wendeler Land 1   | 14,80 km | 6e                | 7 min 56 s 1      | 111,9 km/h        | 1er   |
| Étape 3 | 22 aoû | SS19 | 7 h 49  | Teufelskopf 1         | 17,53 km | 4e                | 11 min 11 s 3     | 94,0 km/h         | 1er   |
| Étape 3 | 22 aoû | SS20 | 8 h 30  | Birkenfelder Land 1   | 13,74 km | 2e                | 8 min 09 s 5      | 101,1 km/h        | 1er   |
| Étape 3 | 22 aoû | SS21 | 9 h 54  | St. Wendeler Land 2   | 14,80 km | 5e                | 7 min 50 s 2      | 113,3 km/h        | 1er   |
| Étape 3 | 22 aoû | SS22 | 10 h 23 | Teufelskopf 2         | 17,53 km | 2e                | 11 min 01 s 8     | 95,4 km/h         | 1er   |
| Étape 3 | 22 aoû | SS23 | 11 h 04 | Birkenfelder Land 2   | 13,74 km | 3e                | 8 min 03 s 4      | 102,3 km/h        | 1er   |
| Étape 3 | 22 aoû | SS24 | 12 h 02 | St. Wendel 2          | 6,24 km  | 2e                | 3 min 24 s 8      | 109,7 km/h        | 1er   |

### 4th Rally Japan
Cette saison marque l'introduction de la première édition du rallye du Japon en championnat du monde, jusque-là absent du calendrier en dépit de la forte implication des constructeurs nippons en WRC depuis le début des années 1990. Sébastien Loeb participa en 2003 aux reconnaissances de l'épreuve, auparavant dénommée rallye d'Hokkaïdo et intégrée au Championnat d'Asie-Pacifique des rallyes. Il se souvient d'un terrain peu cassant et mou, traversant principalement des forets de conifères humides : « Beaucoup de spéciales sont nouvelles. Ce qui ne changera pas, c'est le relief, peu accentué, les forêts, avec des routes ou plutôt des chemins en terre, étroits et rapides : virages en quatrième, grandes allonges. Il y avait l'an dernier une partie très lente et sinueuse qui devrait être supprimée. Le sol m'avait semblé assez mou, susceptible de se creuser, d'autant qu'il avait plu énormément pendant l'épreuve. Le décor de petites collines n'est pas dépaysant. Le dépaysement, là-bas, il est plutôt dans la vie de tous les jours, sur les panneaux routiers, dans l'assiette… »,. Le Français souffre lors du coup d'envoi de sa position de balayeur le contraignant à limer une couche significative de graviers pour ses adversaires mais parvient à accrocher d'emblée la deuxième place du général que lui disputera alternativement Marcus Grönholm jusqu'au milieu de la première étape. Il achève cette dernière avec une marge d'environ cinq secondes sur le Finlandais, enregistrant au passage quatre temps scratchs. Courant à domicile pour le compte de la marque Subaru, Petter Solberg occupe le leadership depuis le départ de la compétition et voit son avance être progressivement entamée par ses adversaires. Le Norvégien réagit en signant les cinq premiers temps scratchs de la deuxième étape et creuse un écart de près de quarante secondes sur ses rivaux grâce à un choix de pneus s'avérant pertinent. Pris dans une lutte serrée face à Grönholm et parti le matin avec les mauvaises gommes, Loeb doit attendre le premier passage de la spéciale Kimun Kamuy pour distancer le Finlandais, victime d'un problème de boîte de vitesses. Une polémique naît alors au sein du paddock, la plupart des participants s'interrogeant sur la façon dont Subaru put être la seule équipe à prédire correctement les conditions météo pour le choix des pneumatiques : « On s'est trompés dans le choix de pneus. On a opté pour des durs, il aurait fallu des tendres. Solberg en a profité pour prendre le large. On pensait trouver un revêtement sec et, en fait, la terre s'est retournée avec le passage des voitures et c'est devenu humide. Nous n'avions aucune indication, n'ayant pas droit aux ouvreurs, les gars chargés de la météo n'ayant pas l'autorisation de se déplacer dans les spéciales. Voilà, Pirelli et Subaru ont fait le bon choix en partant en gomme tendre. ». Relégué au-delà de la minute par Solberg et titulaire d'une avance de plus de trente secondes sur son nouveau poursuivant Markko Märtin, l'Alsacien décide d'assurer sa deuxième place durant la dernière journée de course et rejoint l'arrivée sans commettre d'erreur. Il consolide sa position de leader au classement mondial et tend à faire céder ses rivaux pour le titre à la fatalité. Märtin reconnait ainsi que « Sébastien a fait un super boulot jusqu'à maintenant. Il sera très dur de revenir sur lui. », avant que Carlos Sainz et Grönholm n'insistent à leur tour : « S'il continue comme ça, personne ne pourra l'arrêter. », « Je ne pense pas que quelqu'un puisse le rattraper. ». Vainqueur sur les terres de son employeur et nouveau dauphin au championnat, Solberg semble également se résigner : « C'est toujours la même chose avec lui cette année. Quand il ne gagne pas, il est placé. Jamais un problème, jamais une sortie de route. Il n'y a rien à faire contre lui. Même si je vais continuer à attaquer, je n'ai que ça à faire, je n'y crois plus trop. »,,.
| Étape   | Jour  | E.S. | Heure   | Nom              | Distance | Clas. Spé. | Temps         | Vit. Moy.  | Clas. |
| ------- | ----- | ---- | ------- | ---------------- | -------- | ---------- | ------------- | ---------- | ----- |
| Étape 1 | 3 sep | SS1  | 7 h 38  | Yam Wakka 1      | 26,10 km | 2e         | 15 min 14 s 2 | 102,8 km/h | 2e    |
| Étape 1 | 3 sep | SS2  | 8 h 21  | Kunneywa 1       | 20,42 km | 4e         | 12 min 21 s 1 | 99,2 km/h  | 3e    |
| Étape 1 | 3 sep | SS3  | 8 h 48  | Niueo 1          | 26,57 km | 1er        | 15 min 28 s 3 | 103,0 km/h | 2e    |
| Étape 1 | 3 sep | SS4  | 9 h 45  | Rikubetsu 1      | 2,80 km  | 4e         | 2 min 15 s 5  | 74,4 km/h  | 3e    |
| Étape 1 | 3 sep | SS5  | 14 h 56 | Yam Wakka 2      | 26,10 km | 1er        | 14 min 46 s 6 | 106,0 km/h | 2e    |
| Étape 1 | 3 sep | SS6  | 14 h 39 | Kunneywa 2       | 20,42 km | 1er        | 11 min 54 s 0 | 103,0 km/h | 2e    |
| Étape 1 | 3 sep | SS7  | 16 h 06 | Niueo 2          | 26,57 km | 1er        | 14 min 57 s 0 | 106,6 km/h | 2e    |
| Étape 1 | 3 sep | SS8  | 17 h 03 | Rikubetsu 2      | 2,80 km  | 5e         | 2 min 15 s 5  | 74,4 km/h  | 2e    |
| Étape 1 | 3 sep | SS9  | 19 h 26 | Satsunai 1       | 2,20 km  | 6e         | 1 min 35 s 6  | 82,8 km/h  | 2e    |
| Étape 2 | 4 sep | SS10 | 7 h 28  | Pawse Kamuy 1    | 7,89 km  | 4e         | 4 min 14 s 2  | 111,7 km/h | 2e    |
| Étape 2 | 4 sep | SS11 | 8 h 01  | Nupri Pake 1     | 12,70 km | 5e         | 7 min 19 s 0  | 104,1 km/h | 3e    |
| Étape 2 | 4 sep | SS12 | 8 h 48  | Rikubetsu 3      | 2,80 km  | 3e         | 2 min 11 s 1  | 76,9 km/h  | 3e    |
| Étape 2 | 4 sep | SS13 | 9 h 15  | Kimun Kamuy 1    | 24,97 km | 2e         | 14 min 27 s 1 | 103,7 km/h | 2e    |
| Étape 2 | 4 sep | SS14 | 9 h 44  | Cup Kamuy 1      | 10,77 km | 5e         | 5 min 52 s 2  | 110,1 km/h | 2e    |
| Étape 2 | 4 sep | SS15 | 14 h 30 | Pawse Kamuy 2    | 7,89 km  | 5e         | 4 min 10 s 0  | 113,6 km/h | 2e    |
| Étape 2 | 4 sep | SS16 | 15 h 03 | Nupri Pake 2     | 12,70 km | 5e         | 7 min 07 s 7  | 106,9 km/h | 2e    |
| Étape 2 | 4 sep | SS17 | 15 h 50 | Rikubetsu 4      | 2,80 km  | 2e         | 2 min 12 s 3  | 76,2 km/h  | 2e    |
| Étape 2 | 4 sep | SS18 | 16 h 17 | Kimun Kamuy 2    | 24,97 km | 6e         | 14 min 04 s 9 | 106,4 km/h | 2e    |
| Étape 2 | 4 sep | SS19 | 16 h 46 | Cup Kamuy 2      | 10,77 km | 3e         | 5 min 39 s 0  | 114,4 km/h | 2e    |
| Étape 2 | 4 sep | SS20 | 19 h 14 | Satsunai 2       | 2,20 km  | 5e         | 1 min 35 s 5  | 82,9 km/h  | 2e    |
| Étape 3 | 5 sep | SS21 | 7 h 38  | Rerakamuy 1      | 8,76 km  | 1er        | 5 min 17 s 5  | 99,3 km/h  | 2e    |
| Étape 3 | 5 sep | SS22 | 8 h 03  | Panke Nikorpet 1 | 17,40 km | 1er        | 9 min 38 s 3  | 108,3 km/h | 2e    |
| Étape 3 | 5 sep | SS23 | 8 h 33  | Penke 1          | 26,02 km | 4e         | 17 min 16 s 1 | 90,4 km/h  | 2e    |
| Étape 3 | 5 sep | SS24 | 10 h 14 | Satsunai 3       | 2,20 km  | 5e         | 1 min 34 s 3  | 84,0 km/h  | 2e    |
| Étape 3 | 5 sep | SS25 | 12 h 52 | Rerakamuy 2      | 8,76 km  | 5e         | 5 min 15 s 6  | 99,9 km/h  | 2e    |
| Étape 3 | 5 sep | SS26 | 13 h 17 | Panke Nikorpet 2 | 17,40 km | 5e         | 9 min 32 s 5  | 109,4 km/h | 2e    |
| Étape 3 | 5 sep | SS27 | 13 h 47 | Penke 2          | 26,02 km | 5e         | 16 min 48 s 8 | 92,9 km/h  | 2e    |

### 60th Wales Rally GB
Jusqu'alors traditionnelle manche de clôture du championnat du monde, le rallye de Grande-Bretagne est cette année avancé de deux mois dans le calendrier. L'épreuve perd ainsi le caractère chaotique, froid et glissant qui faisait sa réputation, mais impose en contrepartie un côté aléatoire concernant les conditions météorologiques qui seront rencontrées par les pilotes dans les spéciales. Le choix individuel des deux packages de pneumatiques que les équipages auront le droit d'embarquer durant la course se révèle ainsi plus compliqué,. Passé la Super-Spéciale d'ouverture, Sébastien Loeb prend les commandes du rallye et signe deux temps scratchs consécutifs sur un terrain rendu très piégeux par les averses tombées durant la nuit. Il creuse un écart de près de vingt secondes sur Marcus Grönholm avant que le Finlandais n'enregistre à son tour la meilleure marque à l'entame des deuxièmes passages. C'est finalement Petter Solberg, couronné sur les terres galloises l'année précédente et double vainqueur de l'épreuve, qui se révèle être l'homme fort de la fin de la première étape, enlevant les trois derniers scratchs de la journée pour revenir à moins de dix secondes de l'Alsacien : « J'ai bien roulé, j'ai même attaqué mais il ne faut pas faire d'erreur car le terrain est très piégeux. Mon choix de pneus était le bon et pour une fois je ne suis pas désavantagé en roulant le premier. L'essentiel est de finir le rallye correctement. Si Solberg gagne, il faut que je fasse deuxième ou troisième, mais il ne faut pas abandonner. »,. Le Français reprend l'avantage dans les spéciales du lendemain matin en doublant son avance sur son rival norvégien. Sur un terrain rendu davantage glissant par l'intensification de la pluie, Grönholm arrache une roue contre un poteau en béton après s'être fait déconcentrer par un voyant d'alerte affiché sur son tableau de bord. À l'instar de la veille, Solberg hausse son rythme dans la deuxième boucle de l'après-midi, enregistrant trois temps scratchs supplémentaires pour finalement pointer au parc fermé avec un retard sur Loeb réduit à sept secondes,. Seules trois spéciales significatives sont au programme de la dernière journée. Les deux hommes, à la lutte pour la victoire, se lancent dans une passe d'armes très serrée. L'Alsacien s'impose sur le premier secteur d'un souffle, profitant d'un virage mal négocié par son adversaire, mais le Scandinave se révèle intouchable dans les deux suivants, reprenant près de quinze secondes au général et les commandes du rallye :  « À la fin, il a été extrêmement rapide. J'ai fait de petites erreurs, mais pas tant que ça. ». Petter Solberg, vainqueur du RAC pour la troisième année consécutive, confirme également l'intensité de la bagarre finale : « Ça a été une course très difficile, je n'ai jamais autant attaqué de ma vie que dans les deux dernières spéciales. »,,.
| Étape   | Jour   | E.S. | Heure   | Nom                     | Distance | Clas. Spé. | Temps         | Vit. Moy.  | Clas. |
| ------- | ------ | ---- | ------- | ----------------------- | -------- | ---------- | ------------- | ---------- | ----- |
| Étape 1 | 16 sep | SS1  | 19 h 05 | Cardiff Super Special 1 | 2,45 km  | 2e         | 2 min 07 s 2  | 69,3 km/h  | 2e    |
| Étape 1 | 17 sep | SS2  | 7 h 13  | Brechfa 1               | 29,98 km | 1er        | 16 min 43 s 5 | 107,6 km/h | 1er   |
| Étape 1 | 17 sep | SS3  | 8 h 01  | Trawscoed 1             | 27,97 km | 1er        | 16 min 07 s 4 | 104,1 km/h | 1er   |
| Étape 1 | 17 sep | SS4  | 10 h 09 | Brechfa 2               | 29,98 km | 3e         | 17 min 21 s 4 | 103,6 km/h | 1er   |
| Étape 1 | 17 sep | SS5  | 10 h 57 | Trawscoed 2             | 27,97 km | 3e         | 16 min 49 s 5 | 99,7 km/h  | 1er   |
| Étape 1 | 17 sep | SS6  | 14 h 28 | Rheola 1                | 32,48 km | 3e         | 18 min 20 s 0 | 106,3 km/h | 1er   |
| Étape 1 | 17 sep | SS7  | 17 h 34 | Rheola 2                | 32,48 km | 3e         | 18 min 27 s 0 | 105,6 km/h | 1er   |
| Étape 2 | 18 sep | SS8  | 9 h 03  | Crychan 1               | 13,45 km | 1er        | 7 min 29 s 1  | 107,8 km/h | 1er   |
| Étape 2 | 18 sep | SS9  | 9 h 33  | Epynt 1                 | 13,33 km | 2e         | 7 min 43 s 8  | 103,5 km/h | 1er   |
| Étape 2 | 18 sep | SS10 | 10 h 05 | Halfway 1               | 18,58 km | 1er        | 10 min 37 s 1 | 105,0 km/h | 1er   |
| Étape 2 | 18 sep | SS11 | 12 h 05 | Crychan 2               | 13,45 km | 3e         | 7 min 34 s 5  | 106,5 km/h | 1er   |
| Étape 2 | 18 sep | SS12 | 12 h 34 | Epynt 2                 | 13,33 km | 3e         | 7 min 52 s 8  | 101,5 km/h | 1er   |
| Étape 2 | 18 sep | SS13 | 13 h 07 | Halfway 2               | 18,58 km | 2e         | 10 min 48 s 3 | 103,2 km/h | 1er   |
| Étape 2 | 18 sep | SS14 | 16 h 09 | Margam 1                | 27,55 km | 2e         | 15 min 10 s 2 | 109,0 km/h | 1er   |
| Étape 2 | 18 sep | SS15 | 17 h 54 | Cardiff Super Special 2 | 2,45 km  | 2e         | 2 min 07 s 2  | 69,3 km/h  | 1er   |
| Étape 3 | 19 sep | SS16 | 7 h 43  | Rhondda 1               | 30,00 km | 1er        | 15 min 08 s 6 | 118,9 km/h | 1er   |
| Étape 3 | 19 sep | SS17 | 10 h 46 | Rhondda 2               | 30,00 km | 2e         | 14 min 56 s 2 | 120,5 km/h | 1er   |
| Étape 3 | 19 sep | SS18 | 12 h 05 | Margam 2                | 27,55 km | 2e         | 15 min 15 s 9 | 108,3 km/h | 2e    |
| Étape 3 | 19 sep | SS19 | 14 h 15 | Cardiff Super Special 3 | 2,45 km  | 4e         | 2 min 06 s 1  | 69,9 km/h  | 2e    |

### 1º Supermag Rally Italia Sardinia
Troisième épreuve de la saison jusqu'alors inédite en championnat du monde, le rallye de Sardaigne remplace le traditionnel rallye Sanremo sur décision controversée de la FIA en tant que manche italienne du calendrier mondial, tendant ainsi à faire basculer le rapport de force en faveur des surfaces sur terre. Sébastien Loeb évoque un rallye étroit sur un revêtement très tassé et craint que le handicap du balayage ne lui soit très préjudiciable en raison de l'amélioration particulièrement persistante du terrain au fur et à mesure des passages : « Si les spéciales ressemblent à ce que nous avons vu en essais, le tarif du balayage sera élevé, sauf naturellement s'il pleut. Mais la pluie en cette saison en Sardaigne, c'est du domaine du rêve. Donc, les quatre-vingt kilomètres de balayage de la première boucle de trois spéciales risquent de m'être facturés cher. Et il se pourrait que l'effet se reproduise au deuxième passage. En essais, nous avons constaté que le terrain s'améliorait de beaucoup au fil des passages et ce pendant très longtemps. Il est rare de rencontrer sur une base un terrain qui continue d'évoluer l'après-midi alors qu'on le parcourt sans cesse depuis le matin… »,,. Les inquiétudes du Français se confirment lors de la première spéciale. Neuvième au terme de celle-ci, il abandonne plus de trente secondes sur le leader Petter Solberg qui semble survoler la compétition, et affirme rencontrer également des problèmes de différentiels. Il améliore significativement ses temps dès le second secteur et parviendra à signer le scratch dans le premier passage de Tepilora mais sans parvenir à reprendre le temps concédé lors du coup d'envoi sur son rival norvégien. Il achève finalement la première journée en troisième position du classement général, moins de cinq secondes derrière la Peugeot 307 WRC de Marcus Grönholm : « Le temps modeste de la première spéciale s'explique par différents facteurs. Je n'étais probablement pas bien réveillé et je balayais la route. Et puis je n'avais pas le bon réglage de différentiel. On l'a modifié pour la deuxième épreuve et j'ai pu alors attaquer. Je suis d’ailleurs revenu au réglage de base pour les spéciales suivantes, qui se sont bien mieux déroulées… La position sur la route m’a naturellement pénalisé, mais excepté dans l’ES1, ou Petter Solberg signe un temps étonnant, ce fut une bonne journée, marquée par une belle bagarre avec Marcus Grönholm. »,,. Le lendemain, Solberg s'adjuge six meilleurs temps sur les sept spéciales au programme, reléguant ses adversaires au-delà de la minute et mettant fin au suspense pour la course à la victoire. Loeb s'accroche dans le trio de tête intermédiaire et, se voyant dans un premier temps distancé par Grönholm, hérite de façon opportuniste de la deuxième place du Finlandais, lâché par son turbo dans le premier passage de Tandalò. La dernière étape n'est qu'une formalité, les places d'honneur étant figées à la régulière, mais Solberg entend ajouter du panache à son succès. Il remporte quatre temps scratchs supplémentaires sur les six spéciales du parcours et signe sa troisième victoire de rang. Distancé à plus de deux minutes, Loeb opte pour la sécurité en prévision du championnat Pilotes et assure des points qui le rapprochent mathématiquement du titre : « Si j'avais abandonné aujourd'hui, la tendance aurait pu encore s'inverser. Mais là… La deuxième place en Grande-Bretagne, c'était bien. Celle-ci est encore mieux. Il me reste à marquer cinq points en trois épreuves, et Solberg d'ailleurs n'a pas encore gagné les trois dernières. ». La troisième place de Carlos Sainz et les nouveaux déboires de Peugeot semblent également présager un deuxième sacre consécutif pour la marque aux chevrons,,,,. Mais c'est aussi à compter de cette période que, malgré la présence encore effective de six constructeurs différents dont cinq engagés officiellement, la question de l'avenir du WRC se pose dans les médias au regard de l'appauvrissement constant du plateau et de l'explosion des coûts.
| Étape   | Jour    | E.S. | Heure   | Nom            | Distance | Clas. Spé. | Temps         | Vit. Moy. | Clas. |
| ------- | ------- | ---- | ------- | -------------- | -------- | ---------- | ------------- | --------- | ----- |
| Étape 1 | 1er oct | SS1  | 9 h 12  | Tantariles 1   | 28,69 km | 9e         | 21 min 37 s 7 | 79,6 km/h | 9e    |
| Étape 1 | 1er oct | SS2  | 10 h 21 | Loelle 1       | 27,45 km | 3e         | 20 min 00 s 8 | 82,3 km/h | 7e    |
| Étape 1 | 1er oct | SS3  | 11 h 00 | Tepilora 1     | 23,14 km | 1er        | 19 min 42 s 9 | 70,4 km/h | 4e    |
| Étape 1 | 1er oct | SS4  | 14 h 21 | Tantariles 2   | 28,69 km | 4e         | 20 min 48 s 4 | 82,7 km/h | 3e    |
| Étape 1 | 1er oct | SS5  | 15 h 30 | Loelle 2       | 27,45 km | 3e         | 19 min 22 s 3 | 85,0 km/h | 3e    |
| Étape 1 | 1er oct | SS6  | 16 h 09 | Tepilora 2     | 23,14 km | 2e         | 19 min 03 s 5 | 72,9 km/h | 3e    |
| Étape 2 | 2 oct   | SS7  | 8 h 51  | Sas Molas 1    | 28,62 km | 3e         | 19 min 26 s 1 | 88,4 km/h | 3e    |
| Étape 2 | 2 oct   | SS8  | 9 h 39  | Le Sughere 1   | 9,06 km  | 3e         | 6 min 32 s 3  | 83,1 km/h | 3e    |
| Étape 2 | 2 oct   | SS9  | 10 h 31 | Tandalò 1      | 34,21 km | 2e         | 25 min 34 s 1 | 80,3 km/h | 2e    |
| Étape 2 | 2 oct   | SS10 | 14 h 01 | Lovia Avra     | 4,21 km  | 7e         | 3 min 14 s 6  | 77,9 km/h | 2e    |
| Étape 2 | 2 oct   | SS11 | 15 h 06 | Sas Molas 2    | 28,62 km | 4e         | 19 min 07 s 3 | 89,8 km/h | 2e    |
| Étape 2 | 2 oct   | SS12 | 15 h 51 | Le Sughere 2   | 9,06 km  | 4e         | 6 min 23 s 0  | 85,2 km/h | 2e    |
| Étape 2 | 2 oct   | SS13 | 16 h 43 | Tandalò 2      | 34,21 km | 2e         | 25 min 02 s 2 | 82,0 km/h | 2e    |
| Étape 3 | 3 oct   | SS14 | 9 h 13  | Limbara 1      | 18,10 km | 5e         | 13 min 31 s 6 | 80,3 km/h | 2e    |
| Étape 3 | 3 oct   | SS15 | 9 h 49  | Terramala 1    | 11,59 km | 1er        | 8 min 42 s 6  | 79,8 km/h | 2e    |
| Étape 3 | 3 oct   | SS16 | 10 h 38 | Monti di Deu 1 | 8,65 km  | 5e         | 7 min 59 s 8  | 64,9 km/h | 2e    |
| Étape 3 | 3 oct   | SS17 | 11 h 36 | Limbara 2      | 18,10 km | 5e         | 13 min 23 s 5 | 81,1 km/h | 2e    |
| Étape 3 | 3 oct   | SS18 | 12 h 09 | Terramala 2    | 11,59 km | 4e         | 8 min 33 s 1  | 81,3 km/h | 2e    |
| Étape 3 | 3 oct   | SS19 | 12 h 58 | Monti di Deu 2 | 8,65 km  | 6e         | 7 min 50 s 0  | 66,3 km/h | 2e    |

### 48ePlayStation 2 Tour de Corse – Rallye de France
Le regard des médias spécialisés est braqué vers le Tour de Corse où le premier sacre de Sébastien Loeb paraît assuré, l'Alsacien n'ayant besoin que de cinq points supplémentaires, soit l'équivalent d'une quatrième place, pour s'adjuger la couronne, quand bien même Petter Solberg viendrait à s'imposer sur les trois derniers rallyes de la saison. Initialement animé par la volonté d'ajouter du panache dans la course au titre en jouant à tout prix la victoire sur son épreuve nationale, le pilote Citroën se ravise et, sur les conseils de son coéquipier et ami Carlos Sainz, refrène son tempérament d'attaquant qui lui dicte de mettre un terme à la spirale victorieuse de son rival norvégien : « J'en ai discuté avec Carlos. C'est la voix de la raison. « Surtout n'essaie pas de gagner à tout prix », m'a-t-il dit. Lui aussi était dans la même situation voilà quelques années. Il était surmotivé à l'idée d'empocher le titre avant la fin. Il est sorti, puis il a connu des ennuis mécaniques. Finalement, il a perdu le titre. Gagner en Corse est une chose, remporter le titre en est une tout autre. Si je termine troisième et que je suis champion du monde, personne ne se souviendra du vainqueur du rallye. L'analyse de Carlos n'est pas idiote. Gagner la Corse, ça viendra un jour ou l'autre. Pour ce qui est du titre, ce n'est pas tous les jours que ça se présente. ». Ce sentiment est également partagé par le directeur de la branche sportive de la marque aux chevrons Guy Fréquelin : « Je vais lui dire que l'heure n'est pas venue de jouer au samouraï, au risque de se faire hara-kiri. L'avance acquise est trop précieuse pour être dilapidée. J'ai connu une situation où j'ai du jouer le titre dos au mur parce que mes rallyes précédents s'étaient mal passés. Je l'ai perdu. Carlos a vécu la même chose. Pour éviter de se mettre dans une situation difficile, Seb doit être très prudent en Corse, rester à tout prix sur la route. Il doit juste cueillir les cinq points nécessaires. Je ne serai pas tranquille tant qu'il n'aura pas franchi la ligne d'arrivée. »,,. Les deux pilotes Ford Markko Märtin et François Duval prennent rapidement les commandes de l'épreuve grâce à un choix de gommes tendres qui se révèle être payant. Se partageant la quasi-totalité des temps scratchs de la première étape, ils creusent un écart de plus de vingt secondes sur leurs poursuivants. Parti sur un rythme prudent et assuré, Loeb pointe tout d'abord à la quatrième place avant de s'emparer de la dernière marche du podium au détriment de son coéquipier Carlos Sainz en s'imposant dans la dernière spéciale du jour. Seul rival du Français encore mathématiquement en lice pour le titre, le vainqueur sortant Petter Solberg échoue à suivre le rythme des leaders et se retrouve relégué en septième position au-delà des deux minutes,,. Le lendemain, Märtin enregistre trois meilleurs temps sur les quatre spéciales au programme et se construit une marge confortable en tête du rallye devant son coéquipier. Leurs poursuivants directs observent le statu quo, Loeb sécurisant ses trajectoires au maximum et se contentant d'assurer sa place sur le podium : « Je n'ai pas attaqué plus que ça. J'ai bien roulé, sur un bon rythme. Je roulais en confiance. »,. Lâché par le moteur de sa Ford Focus WRC, François Duval abandonne dans la première spéciale de l'ultime étape et laisse sa deuxième place à l'Alsacien qui rejoint la ligne d'arrivée dans les bras de son ami Carlos Sainz et de Petter Solberg : « J'avais prédit en juin de l'an dernier que Sébastien serait champion. Il conduit merveilleusement bien et il mérite ce titre. », « Sébastien est un très beau champion et je suis content pour lui. Son équipe a fait du beau boulot et ils ont mérité ces titres. Nous avons eu quelques belles bagarres cette année, et honnêtement, cela a été un beau championnat. ». Sébastien Loeb décroche ainsi, dix ans après son compatriote Didier Auriol, son premier titre de champion du monde des rallyes qu'il immortalisera en exécutant un saut périlleux arrière sur le podium : « C'est incroyable de me dire : Je suis le champion du monde. C'est génial pour tout le monde, toute l'équipe. Ce qui me fait presque le plus de plaisir, c'est de voir le bonheur que cela procure aux gens autour de nous. C'est vraiment un grand moment. Je n'ai eu aucun problème mécanique depuis le début de la saison. Carlos peut en dire autant. Deux voitures au bout de quatorze courses de championnat du monde sans problème mécanique, c'est assez incroyable. C'est notre force aujourd'hui. Même si on n'est pas toujours devant, on est dans les points. C'est comme cela que l'on construit un championnat. ». La troisième place de Sainz permet dans le même temps à Citroën de s'assurer d'un deuxième sacre consécutif chez les Constructeurs,,,.
| Étape   | Jour   | E.S. | Heure   | Nom                                        | Distance | Clas. Spé. | Temps         | Vit. Moy.  | Clas. |
| ------- | ------ | ---- | ------- | ------------------------------------------ | -------- | ---------- | ------------- | ---------- | ----- |
| Étape 1 | 15 oct | SS1  | 9 h 18  | Ampaza - Col St. Eustache 1                | 32,89 km | 4e         | 22 min 03 s 6 | 89,5 km/h  | 4e    |
| Étape 1 | 15 oct | SS2  | 10 h 11 | Aullène - Arbellara 1                      | 27,78 km | 3e         | 16 min 50 s 0 | 99,0 km/h  | 3e    |
| Étape 1 | 15 oct | SS3  | 14 h 32 | Ampaza - Col St. Eustache 2                | 32,89 km | 4e         | 21 min 24 s 4 | 92,2 km/h  | 4e    |
| Étape 1 | 15 oct | SS4  | 15 h 25 | Aullène - Arbellara 2                      | 27,78 km | 1er        | 16 min 07 s 7 | 103,3 km/h | 3e    |
| Étape 2 | 16 oct | SS5  | 9 h 23  | Vico - Col de Sarzoggiu 1                  | 36,24 km | 3e         | 26 min 12 s 9 | 82,9 km/h  | 3e    |
| Étape 2 | 16 oct | SS6  | 11 h 11 | Peri - Bastelica 1                         | 40,94 km | 3e         | 27 min 15 s 0 | 90,1 km/h  | 3e    |
| Étape 2 | 16 oct | SS7  | 16 h 02 | Vico - Col de Sarzoggiu 2                  | 36,24 km | 3e         | 26 min 16 s 1 | 82,8 km/h  | 3e    |
| Étape 2 | 16 oct | SS8  | 16 h 50 | Peri - Bastelica 2                         | 40,94 km | 2e         | 27 min 37 s 8 | 88,9 km/h  | 3e    |
| Étape 3 | 17 oct | SS9  | 8 h 30  | Pénitencier Coti Chiavari - Pietra Rossa 1 | 24,24 km | 6e         | 15 min 30 s 6 | 93,8 km/h  | 2e    |
| Étape 3 | 17 oct | SS10 | 9 h 16  | Pont de Calzola - Agosta 1                 | 31,81 km | 5e         | 19 min 58 s 9 | 95,5 km/h  | 2e    |
| Étape 3 | 17 oct | SS11 | 12 h 12 | Pénitencier Coti Chiavari - Pietra Rossa 2 | 24,24 km | 4e         | 15 min 09 s 1 | 96,0 km/h  | 2e    |
| Étape 3 | 17 oct | SS12 | 12 h 55 | Pont de Calzola - Agosta 2                 | 31,81 km | 4e         | 19 min 27 s 3 | 98,1 km/h  | 2e    |

### 40º Telefónica MoviStar Rally Catalunya – Costa Brava
Dernière manche asphalte du calendrier, le rallye de Catalogne est marqué par la décision de Carlos Sainz, prise quelques jours avant le départ, de mettre un terme à sa carrière en WRC après dix-huit saisons passées dans le championnat. Sébastien Loeb, considérant son coéquipier comme un ami et un mentor, ne tarit pas d'éloges sur le double champion du monde et espère alors pouvoir continuer à travailler avec lui d'une quelconque manière : « Je ne sais pas si ce sera possible, mais j'aimerais bien qu'il continue à travailler un peu avec nous. Bien sûr, s'il décide de rester chez lui, je le comprendrai. Il n'a plus rien à prouver. Il a fait la plus belle carrière qui puisse s'imaginer. Il choisit d'arrêter sur un deuxième titre Constructeurs. Si nous sommes champions, il y est pour beaucoup. Le côtoyer a été pour moi un plaisir. Il n'y a jamais eu entre nous ni secrets, ni tension. Il a tout fait pour m'aider, avec des conseils très opportuns. Expérimenté, intelligent, honnête, il a été pour moi l'équipier parfait. »,. À l'instar du Tour de Corse, les deux pilotes Ford Markko Märtin et François Duval se révèlent une nouvelle fois particulièrement performants sur asphalte. Les titres étant désormais attribués, Loeb reçoit carte blanche de la part de son employeur pour jouer la victoire et prend part à la lutte pour le leadership. Il s'empare des commandes du rallye dans la deuxième spéciale, signant des écarts de plus de dix secondes sur ses adversaires, avant d'entamer significativement la marge acquise dans le secteur suivant. Peu en confiance en raison de fortes averses et de réglages de différentiels inadaptés, victime d'un tête-à-queue et d'une coupure moteur, il abandonne plus de quinze secondes et cède la première place. Le nouveau champion du monde reprend finalement la tête sur le fil en fin de première étape après avoir signé le scratch dans le deuxième passage de Les Llosses. Duval étant parti à la faute en arrachant une roue dans l'ultime chrono de la journée, seul Märtin demeure au contact du Français : « Cela a été chaud, la bagarre a été belle avec les Ford. Pour l'instant cela ne se passe pas mal. On s'attendait à ce que ça ne soit pas facile. Les Ford avaient prouvé en Corse qu'elles allaient très vite. Elles l'ont encore démontré ici. C'est loin d'être joué et cela annonce encore une sacrée lutte. »,. Le lendemain, Loeb s'impose dans la première spéciale et accentue son avance sur son rival estonien, mais constate à l'arrivée que le protège carter du moteur de sa Xsara est percé et laisse échapper une partie de la réserve d'huile. Échouant à colmater la brèche, le Français doit abandonner pour les mêmes raisons qu'au Mexique, sans pouvoir prendre le départ de la spéciale suivante : « Il y avait une pierre sur la route dans un virage en cinquième vitesse, là où la voiture se trouve en plein appui, donc très basse. J'ai vu cette pierre mais n'ai pas pu l'éviter. On l'a prise sur le protège carter. Ça l'a percé. Puis, d'un coup les voyants se sont allumés. J'ai quand même terminé la spéciale, réussi le scratch. Nous nous sommes arrêtés, je me suis glissé sous la voiture pour tenter de boucher la fuite avec une pâte spéciale que nous avons, puis j'ai rajouté de l'huile. Malheureusement, cela n'a pas tenu, la pâte n'a pas eu le temps de prendre. Cela ne servait à rien de continuer. On aurait cassé le moteur. Je suis vraiment déçu car on s'amusait bien, nous étions en tête. »,,. Le rallye sera finalement remporté par Markko Märtin qui signe là sa deuxième victoire de rang.
| Étape   | Jour   | E.S. | Heure   | Nom                            | Distance | Clas. Spé. | Temps         | Vit. Moy. | Clas.   |
| ------- | ------ | ---- | ------- | ------------------------------ | -------- | ---------- | ------------- | --------- | ------- |
| Étape 1 | 29 oct | SS1  | 9 h 06  | La Trona 1                     | 13,17 km | 2e         | 8 min 34 s 4  | 92,2 km/h | 2e      |
| Étape 1 | 29 oct | SS2  | 9 h 34  | Alpens - Les Llosses 1         | 21,80 km | 1er        | 13 min 09 s 0 | 99,5 km/h | 1er     |
| Étape 1 | 29 oct | SS3  | 10 h 32 | Gombrèn - St Jaume Frontanyà 1 | 22,55 km | 5e         | 15 min 58 s 9 | 84,7 km/h | 1er     |
| Étape 1 | 29 oct | SS4  | 13 h 40 | La Trona 2                     | 13,17 km | 4e         | 8 min 32 s 8  | 92,5 km/h | 3e      |
| Étape 1 | 29 oct | SS5  | 14 h 08 | Alpens - Les Llosses 2         | 21,80 km | 1er        | 13 min 33 s 6 | 96,5 km/h | 1er     |
| Étape 1 | 29 oct | SS6  | 15 h 06 | Gombrèn - St Jaume Frontanyà 2 | 22,55 km | 2e         | 15 min 33 s 5 | 87,0 km/h | 1er     |
| Étape 2 | 30 oct | SS7  | 8 h 36  | Les Llosses - Alpens 1         | 21,80 km | 1er        | 13 min 13 s 7 | 98,9 km/h | 1er     |
| Étape 2 | 30 oct | SS8  | 9 h 14  | Santa Eulàlia 1                | 16,80 km | Abandon    | Abandon       | Abandon   | Abandon |
| Étape 2 | 30 oct | SS9  | 9 h 40  | Prats de Lluçanès - Olost 1    | 9,94 km  | Abandon    | Abandon       | Abandon   | Abandon |
| Étape 2 | 30 oct | SS10 | 10 h 43 | Sant Julià 1                   | 32,90 km | Abandon    | Abandon       | Abandon   | Abandon |
| Étape 2 | 30 oct | SS11 | 13 h 51 | Les Llosses - Alpens 2         | 21,80 km | Abandon    | Abandon       | Abandon   | Abandon |
| Étape 2 | 30 oct | SS12 | 14 h 29 | Santa Eulàlia 2                | 16,80 km | Abandon    | Abandon       | Abandon   | Abandon |
| Étape 2 | 30 oct | SS13 | 14 h 55 | Prats de Lluçanès - Olost 2    | 9,94 km  | Abandon    | Abandon       | Abandon   | Abandon |
| Étape 2 | 30 oct | SS14 | 15 h 58 | Sant Julià 2                   | 32,90 km | Abandon    | Abandon       | Abandon   | Abandon |
| Étape 3 | 31 oct | SS15 | 7 h 31  | Sant Boi de Lluçanès 1         | 12,85 km | Abandon    | Abandon       | Abandon   | Abandon |
| Étape 3 | 31 oct | SS16 | 8 h 19  | La Roca 1                      | 5,05 km  | Abandon    | Abandon       | Abandon   | Abandon |
| Étape 3 | 31 oct | SS17 | 8 h 47  | Viladrau 1                     | 35,18 km | Abandon    | Abandon       | Abandon   | Abandon |
| Étape 3 | 31 oct | SS18 | 11 h 20 | Sant Boi de Lluçanès 2         | 12,85 km | Abandon    | Abandon       | Abandon   | Abandon |
| Étape 3 | 31 oct | SS19 | 12 h 08 | La Roca 2                      | 5,05 km  | Abandon    | Abandon       | Abandon   | Abandon |
| Étape 3 | 31 oct | SS20 | 12 h 36 | Viladrau 2                     | 35,18 km | Abandon    | Abandon       | Abandon   | Abandon |

### 17th Telstra Rally Australia

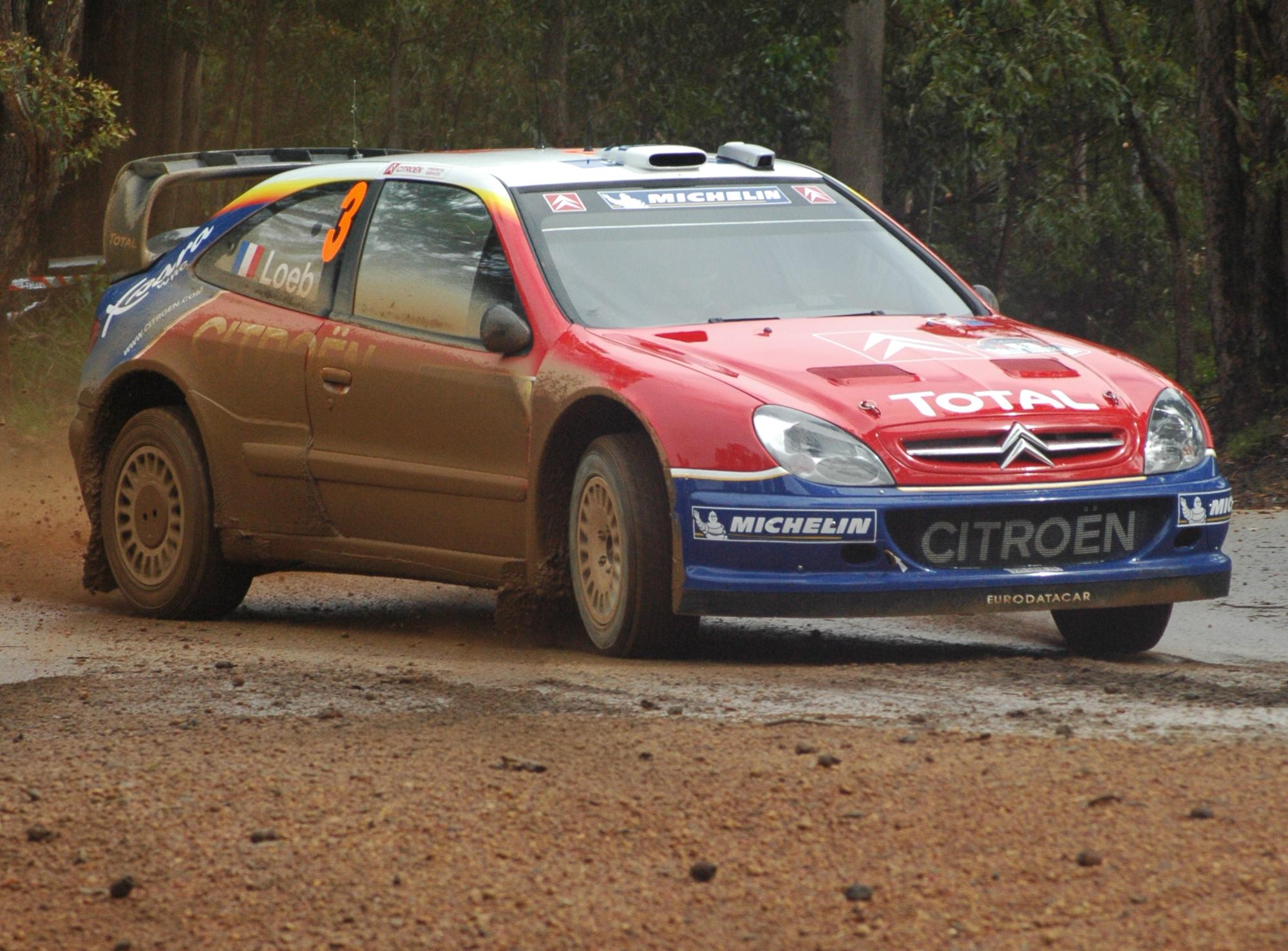
Sébastien Loeb clôt la saison 2004 en s'imposant sur le rallye d'Australie, égalant ainsi le record de victoires en une saison établi par Didier Auriol en 1992.

La saison 2004 s'achève aux antipodes sur les pistes roulantes du rallye d'Australie, au départ duquel une annonce choc met en émois les différents observateurs du championnat du monde. Après cinq ans de présence continue en WRC via l'engagement de ses deux marques Peugeot et Citroën et la conquête au cours de cette période de cinq titres Constructeurs et trois titres Pilotes, le groupe PSA annonce son retrait des rallyes mondiaux à l'horizon de la saison 2005, laissant ainsi Sébastien Loeb, tout juste sacré, face à un avenir incertain et signant un coup d'arrêt brutal au développement de la nouvelle C4 WRC : « Je me dis que, de toute façon, on ne peut rien y faire. Je trouve cependant que c'est dommage pour toute l'équipe qui, tout au long de l'année, a fait un super boulot, m'a donné une voiture parfaite avec laquelle nous avons gagné les deux titres. Il n'y a rien à leur reprocher. Et puis apprendre comme ça, avant même d'avoir pu fêter les titres que c'est terminer en 2006… C'est triste pour l'équipe. Solberg mis à part, on va quand même tous se retrouver sur le marché. Il n'y aura donc pas forcément de la place pour tout le monde dans les écuries intéressantes. »,. Son coéquipier Carlos Sainz, victime d'un accident frontal contre un arbre lors des reconnaissances, décide quant à lui de prendre sa retraite de manière anticipée en renonçant à participer à ce qui devait être son dernier rallye sur les conseils de son médecin. Triple vainqueur de l'épreuve, Marcus Grönholm signe les trois premiers temps scratchs et s'empare des commandes. Pénalisé par le handicap du balayage, Loeb pointe en troisième position avant de gravir une place en s'imposant dans la spéciale de Murray North au cours de laquelle Petter Solberg sort de la route. Impressionnant ses adversaires par sa pointe de vitesse, Grönholm achève la première étape sur deux nouveaux meilleurs temps et creuse une avance de plus de vingt secondes sur l'Alsacien avant de rejoindre le parc fermé : « Grönholm est impressionnant d'attaque, ses trajectoires sont parfaites, sa voiture stable. C'est du grand art. »,. Le Finlandais part à la faute dès le lendemain matin et sort de la piste trois kilomètres après le départ de la première spéciale, piégé par des rails plus profonds qu'attendus. Désormais seul en tête avec une avance de plus d'une minute sur son poursuivant direct Harri Rovanperä et faisant face à un plateau réduit à seulement cinq équipages WRC en raison de multiples abandons, Loeb atténue la prise de risques et assure ses trajectoires. Petter Solberg ayant été autorisé à poursuivre le rallye hors classement pour un essai à blanc de la nouvelle réglementation Super Rally prévue pour une mise en application l'année suivante, l'Alsacien se partage la quasi-totalité des scratchs de la deuxième étape avec son rival norvégien et accroît davantage son avance,,. Demeurant en situation de gestionnaire lors de la dernière journée, il rejoint l'arrivée sans commettre d'erreur, l'écart le séparant de Rovanperä passant quant à lui à près de deux minutes. Le nouveau champion du monde termine ainsi sa saison par une nouvelle victoire en s'imposant pour la première fois en Australie, mais avoue avoir du mal à s'en réjouir compte tenu du contexte : « Cela a été un rallye un peu bizarre au niveau ambiance. C'est le dernier de la saison, en plus, on vient tous d'apprendre que l'on se retirera du championnat en 2006. Forcément cela ne met pas l'équipe dans les meilleures dispositions. Elle ne méritait pas ça après tout le travail accompli cette saison. Les gars m'ont donné une voiture parfaite, ils pouvaient attendre mieux. Il y a Carlos qui prenait sa retraite et qui a dû renoncer à courir à cause d'un problème en reconnaissances. Il y a Jean-Claude Vaucard, pour qui c'était le dernier rallye. Il y avait pas mal de tristesse dans l'équipe tout au long du week-end. »,,.
| Étape   | Jour   | E.S. | Heure   | Nom                   | Distance | Clas. Spé. | Temps         | Vit. Moy.  | Clas. |
| ------- | ------ | ---- | ------- | --------------------- | -------- | ---------- | ------------- | ---------- | ----- |
| Étape 1 | 11 nov | SS1  | 18 h 38 | Perth City Super 1    | 2,35 km  | 2e         | 1 min 33 s 3  | 90,7 km/h  | 2e    |
| Étape 1 | 12 nov | SS2  | 9 h 31  | Stirling West         | 15,89 km | 3e         | 9 min 22 s 5  | 101,7 km/h | 3e    |
| Étape 1 | 12 nov | SS3  | 10 h 04 | Stirling Long         | 34,99 km | 3e         | 20 min 02 s 3 | 104,8 km/h | 3e    |
| Étape 1 | 12 nov | SS4  | 11 h 37 | Murray North          | 15,92 km | 1er        | 8 min 56 s 9  | 106,7 km/h | 2e    |
| Étape 1 | 12 nov | SS5  | 12 h 07 | Murray South          | 19,08 km | 1er        | 10 min 48 s 2 | 106,0 km/h | 2e    |
| Étape 1 | 12 nov | SS6  | 16 h 03 | Beraking 1            | 23,03 km | 2e         | 13 min 07 s 1 | 105,3 km/h | 2e    |
| Étape 1 | 12 nov | SS7  | 16 h 46 | Helena South 1        | 17,31 km | 2e         | 9 min 07 s 1  | 113,9 km/h | 2e    |
| Étape 1 | 12 nov | SS8  | 19 h 45 | Perth City Super 2    | 2,35 km  | 3e         | 1 min 33 s 8  | 90,2 km/h  | 2e    |
| Étape 1 | 12 nov | SS9  | 19 h 54 | Perth City Super 3    | 2,35 km  | 5e         | 1 min 33 s 8  | 90,2 km/h  | 2e    |
| Étape 2 | 13 nov | SS10 | 9 h 46  | Beraking 2            | 23,03 km | 1er        | 12 min 40 s 9 | 109,0 km/h | 1er   |
| Étape 2 | 13 nov | SS11 | 10 h 29 | Helena East 1         | 22,29 km | 2e         | 13 min 26 s 4 | 99,5 km/h  | 1er   |
| Étape 2 | 13 nov | SS12 | 11 h 04 | Atkins 1              | 4,42 km  | 4e         | 3 min 09 s 2  | 84,1 km/h  | 1er   |
| Étape 2 | 13 nov | SS13 | 11 h 43 | Helena West 1         | 15,44 km | 2e         | 8 min 54 s 6  | 104,0 km/h | 1er   |
| Étape 2 | 13 nov | SS14 | 12 h 11 | Helena South 2        | 17,31 km | 1er        | 8 min 59 s 0  | 115,6 km/h | 1er   |
| Étape 2 | 13 nov | SS15 | 15 h 34 | Flynns 1              | 20,10 km | 1er        | 11 min 59 s 8 | 100,5 km/h | 1er   |
| Étape 2 | 13 nov | SS16 | 16 h 13 | Helena West 2         | 15,44 km | 2e         | 8 min 40 s 8  | 106,7 km/h | 1er   |
| Étape 2 | 13 nov | SS17 | 16 h 48 | Atkins 2              | 4,42 km  | 2e         | 3 min 01 s 2  | 87,8 km/h  | 1er   |
| Étape 2 | 13 nov | SS18 | 19 h 45 | Perth City Super 4    | 2,35 km  | 4e         | 1 min 35 s 0  | 89,1 km/h  | 1er   |
| Étape 2 | 13 nov | SS19 | 19 h 54 | Perth City Super 5    | 2,35 km  | 5e         | 1 min 34 s 8  | 89,2 km/h  | 1er   |
| Étape 3 | 14 nov | SS20 | 7 h 00  | Flynns 2              | 20,10 km | 1er        | 11 min 37 s 5 | 103,7 km/h | 1er   |
| Étape 3 | 14 nov | SS21 | 7 h 33  | Helena East 2         | 22,29 km | 1er        | 12 min 48 s 5 | 104,4 km/h | 1er   |
| Étape 3 | 14 nov | SS22 | 11 h 01 | Bannister North Short | 13,86 km | 5e         | 7 min 25 s 9  | 111,9 km/h | 1er   |
| Étape 3 | 14 nov | SS23 | 11 h 29 | Bannister Central 1   | 17,97 km | 4e         | 9 min 30 s 7  | 113,4 km/h | 1er   |
| Étape 3 | 14 nov | SS24 | 12 h 42 | Bannister North Long  | 35,64 km | 2e         | 18 min 56 s 1 | 112,9 km/h | 1er   |
| Étape 3 | 14 nov | SS25 | 13 h 30 | Bannister Central 2   | 17,97 km | 2e         | 9 min 21 s 4  | 115,2 km/h | 1er   |

### Bilan de la saison
L'année 2004 fut marquée par le premier sacre mondial de Sébastien Loeb à titre individuel et par une saison au cours de laquelle il signa ses premiers succès sur terre et devint le premier pilote non nordique à remporter le rallye de Suède. Il s'imposa à six reprises sur l'ensemble du calendrier, égalant ainsi le record de Didier Auriol établi en 1992, et participa avec son coéquipier Carlos Sainz à la conquête du deuxième titre Constructeurs de Citroën. Malgré ces résultats, il porte un regard pessimiste sur son avenir sportif et sur celui du rallye en général, évoquant l'annonce encore fraîche du retrait programmé de PSA.
| #     | Rallye                     | Surface          | Départ | Victoire | Podium | Abandon | Points | E.S. Prog. | E.S. Clas. | E.S. Dép. | Scratchs | %Scratchs | E.S. Tête | %E.S. Tête | Clas. |
| ----- | -------------------------- | ---------------- | ------ | -------- | ------ | ------- | ------ | ---------- | ---------- | --------- | -------- | --------- | --------- | ---------- | ----- |
| 1     | Rallye Monte-Carlo         | Asphalte enneigé | ●      | ●        | ●      |         | 10     | 15         | 14         | 12        | 5        | 41,67 %   | 10        | 71,43 %    | 1er   |
| 2     | Rallye de Suède            | Terre enneigée   | ●      | ●        | ●      |         | 10     | 19         | 19         | 19        | 4        | 21,05 %   | 9         | 47,37 %    | 1er   |
| 3     | Rallye du Mexique          | Terre rapide     | ●      |          |        | ●       | 0      | 15         | 6          | 6         | 2        | 33,33 %   | 3         | 50,00 %    | Ab.   |
| 4     | Rallye de Nouvelle-Zélande | Terre rapide     | ●      |          |        |         | 5      | 23         | 23         | 23        | 2        | 8,70 %    | 0         | 0,00 %     | 4e    |
| 5     | Rallye de Chypre           | Terre abrasive   | ●      | ●        | ●      |         | 10     | 18         | 18         | 17        | 6        | 35,29 %   | 0         | 0,00 %     | 1er   |
| 6     | Rallye de l'Acropole       | Terre abrasive   | ●      |          | ●      |         | 8      | 22         | 22         | 22        | 6        | 27,27 %   | 0         | 0,00 %     | 2e    |
| 7     | Rallye de Turquie          | Terre abrasive   | ●      | ●        | ●      |         | 10     | 17         | 17         | 17        | 6        | 35,29 %   | 16        | 94,12 %    | 1er   |
| 8     | Rallye d'Argentine         | Terre abrasive   | ●      |          | ●      |         | 8      | 26         | 26         | 26        | 3        | 11,54 %   | 0         | 0,00 %     | 2e    |
| 9     | Rallye de Finlande         | Terre rapide     | ●      |          |        |         | 5      | 22         | 22         | 22        | 0        | 0,00 %    | 0         | 0,00 %     | 4e    |
| 10    | Rallye d'Allemagne         | Asphalte         | ●      | ●        | ●      |         | 10     | 24         | 24         | 22        | 7        | 31,82 %   | 23        | 95,83 %    | 1er   |
| 11    | Rallye du Japon            | Terre rapide     | ●      |          | ●      |         | 8      | 27         | 27         | 27        | 6        | 22,22 %   | 0         | 0,00 %     | 2e    |
| 12    | Rallye de Grande-Bretagne  | Terre rapide     | ●      |          | ●      |         | 8      | 19         | 19         | 19        | 5        | 26,32 %   | 16        | 84,21 %    | 2e    |
| 13    | Rallye de Sardaigne        | Terre abrasive   | ●      |          | ●      |         | 8      | 19         | 19         | 19        | 2        | 10,53 %   | 0         | 0,00 %     | 2e    |
| 14    | Tour de Corse              | Asphalte         | ●      |          | ●      |         | 8      | 12         | 12         | 12        | 1        | 8,33 %    | 0         | 0,00 %     | 2e    |
| 15    | Rallye de Catalogne        | Asphalte         | ●      |          |        | ●       | 0      | 20         | 7          | 7         | 3        | 42,86 %   | 5         | 71,43 %    | Ab.   |
| 16    | Rallye d'Australie         | Terre rapide     | ●      | ●        | ●      |         | 10     | 25         | 25         | 25        | 7        | 28,00 %   | 16        | 64,00 %    | 1er   |
| Total |                            |                  | 16     | 6        | 12     | 2       | 118    | 323        | 300        | 295       | 65       | 22,03 %   | 98        | 32,67 %    | 1er   |

## Course des Champions

### Résumé
Sacré champion du monde des rallyes pour la première fois, Sébastien Loeb participe de nouveau à la Course des Champions, organisée au début du mois de décembre, en tant que tenant du titre individuel. Après douze années de présence ininterrompue aux Îles Canaries, l'événement est déplacé en région parisienne, dans l'enceinte même du Stade de France, et subit de nombreuses modifications. Les revêtements de terre meuble sur lesquels se déroulaient jusqu'à présent les duels laissent place à une piste goudronnée éphémère, autorisant ainsi l'utilisation de véhicules typés circuit, tandis que les huit équipes concourant pour la Nations Cup sont quant à elles réduites de trois à deux pilotes seulement. L'édition 2004 est également marquée par la première participation du septuple champion du monde de Formule 1 Michael Schumacher.
La soirée débute par les épreuves individuelles en élimination directe de la Race of Champions avec les quarts de finale de chacun des deux groupes : rallye et circuit. Sébastien Loeb rencontre pour son premier duel le Brésilien Tony Kanaan, nouvellement couronné champion d'IndyCar Series. Au volant d'une Peugeot 307 WRC, l'Alsacien franchit la ligne d'arrivée derrière son adversaire, mais ce dernier écope d'une pénalité de dix secondes pour avoir heurté les bornes en plastique délimitant la trajectoire autorisée. Loeb accède ainsi de manière opportuniste aux demi-finales lors desquelles il se défait du pilote de rallye allemand Armin Schwarz au volant d'une Citroën Xsara WRC, la voiture qu'il pilote alors depuis plusieurs années en compétition. Il retrouve son grand rival Marcus Grönholm en finale et parvient à prendre le dessus sur le Nordique pour un écart inférieur à une seconde. Déclaré vainqueur du groupe rallye, le Français affronte pour le titre de Champion des Champions le lauréat de la section circuit en la personne du Finlandais Heikki Kovalainen, vainqueur des World Series by Nissan 2004 et tombeur de Michael Schumacher. Loeb perd son premier duel au volant d'une Peugeot 307 WRC qui devait l'avantager sur le papier face à un pilote dont les voitures de rallye lui étaient étrangères. La deuxième manche met en scène des Ferrari 360 Modena censées quant à elles faciliter la tâche aux spécialistes des circuits. L'Alsacien franchit la ligne d'arrivée avec près de deux secondes d'avance sur Kovalainen mais se voit infliger une pénalité de dix secondes pour une touchette sur les bornes en plastique situées aux bords de la piste. Il perd son titre et se classe deuxième du général : « La chicane avant le pont était très étroite avec la Ferrari et j'ai juste effleuré un plot. Mais j'ai passé une après-midi très agréable et j'adore l'ambiance. »,.
Un événement inédit, intitulé World Champions Challenge et dénué d'enjeux, est cette année organisé dans le cadre de la Course des Champions. L'objectif est alors de voir s'opposer les deux champions du monde FIA en titre Michael Schumacher et Sébastien Loeb dans un seul duel décomposé en trois passages chronométrés. Afin de garantir le maximum de neutralité entre les deux pilotes, c'est le Buggy ROC Car, égérie de cette compétition annuelle, qui est sélectionné. Schumacher remporte l'affrontement pour moins d'une seconde au terme d'un duel serré, après avoir concédé la deuxième manche à son adversaire.
La soirée s'achève par la Nations Cup pour les besoins de laquelle Loeb se retrouve associé à l'ancien pilote de Formule 1 Jean Alesi, alors reconverti dans le championnat DTM, pour représenter la France. La réduction des équipes à seulement deux pilotes entraîne la suppression des poules qualificatives pour faire place directement aux quarts de finale. Les deux hommes y affrontent leurs compatriotes de la deuxième équipe française dénommée PlayStation France. Alesi remporte pour moins d'une seconde son duel l'opposant à Sébastien Bourdais, récent vainqueur des Champ Car World Series 2004, avant que Loeb ne vienne facilement à bout de Stéphane Sarrazin, leur permettant ainsi d'accéder aux demi-finales face à la formation Brésilienne, tombeuse de l'Allemagne de Michael Schumacher. Jean Alesi prend de justesse le dessus sur le pilote de Formule 1 Felipe Massa au volant du buggy emblématique de la compétition. Sébastien Loeb retrouve quant à lui Tony Kanaan contre qui il sortit vainqueur sur tapis vert lors du premier tour des épreuves individuelles. L'Alsacien remporte cette fois-ci nettement son duel avec plus de quatre secondes d'avance et permet à la France de se hisser en finale, disputée en trois manches gagnantes face à la Finlande. Alesi perd tour à tour ses deux premiers duels qui l'opposent à Heikki Kovalainen, fraîchement couronné Champion des Champions et demeurant encore invaincu dans la compétition. Son équipier alsacien se voit une nouvelle fois confronté à Marcus Grönholm qu'il défait à deux reprises dont l'une au volant de la Peugeot 307 WRC, voiture que le Nordique utilise lors des rallyes mondiaux. Un ultime affrontement entre Alesi et Kovalainen est alors organisé pour décider de l'attribution du titre. En retard à mi-parcours, le Français remporte finalement cette manche décisive, son adversaire ayant été victime de problèmes mécaniques sur sa Ferrari 360 Modena. L'équipe de France décroche ainsi pour la deuxième fois le trophée de la Nations Cup après celui acquis lors de l'édition 2000 par Yvan Muller, Gilles Panizzi et Régis Laconi,.

### Résultats détaillés
| Duel | Événement                 | Phase                     | Adversaire         | Véhicule           | Temps                      | Écart    | Résultat |
| ---- | ------------------------- | ------------------------- | ------------------ | ------------------ | -------------------------- | -------- | -------- |
| 1    | Race of Champions         | Quarts de finale - Rallye | Tony Kanaan        | Peugeot 307 WRC    | 1 min 46 s 4110            | 8 s 4712 | Victoire |
| 2    | Race of Champions         | Demi-finales - Rallye     | Armin Schwarz      | Citroën Xsara WRC  | 1 min 45 s 6719            | 1 s 6769 | Victoire |
| 3    | Race of Champions         | Finale - Rallye           | Marcus Grönholm    | Citroën Xsara WRC  | 1 min 44 s 0306            | 0 s 6661 | Victoire |
| 4    | Race of Champions         | Super Finale              | Heikki Kovalainen  | Peugeot 307 WRC    | 1 min 43 s 0579            | 0 s 7977 | Défaite  |
| 5    | Race of Champions         | Super Finale              | Heikki Kovalainen  | Ferrari 360 Modena | 1 min 55 s 5842 (pénalité) | 8 s 1459 | Défaite  |
| 6    | World Champions Challenge | Tour 1                    | Michael Schumacher | ROC Car            | 1 min 46 s 9166            | 0 s 1334 | Défaite  |
| 7    | World Champions Challenge | Tour 2                    | Michael Schumacher | ROC Car            | 1 min 43 s 3109            | 0 s 3025 | Victoire |
| 8    | World Champions Challenge | Tour 3                    | Michael Schumacher | ROC Car            | 1 min 42 s 7484            | 0 s 9238 | Défaite  |
| 9    | Nations Cup               | Quarts de finale          | Stéphane Sarrazin  | Peugeot 307 WRC    | 1 min 44 s 1263            | 3 s 4568 | Victoire |
| 10   | Nations Cup               | Demi-finales              | Tony Kanaan        | Citroën Xsara WRC  | 1 min 47 s 0386            | 4 s 4364 | Victoire |
| 11   | Nations Cup               | Finale                    | Marcus Grönholm    | Citroën Xsara WRC  | 1 min 44 s 8087            | 1 s 2404 | Victoire |
| 12   | Nations Cup               | Finale                    | Marcus Grönholm    | Peugeot 307 WRC    | 1 min 43 s 1858            | 1 s 1262 | Victoire |